# Stockholms fasta försvar

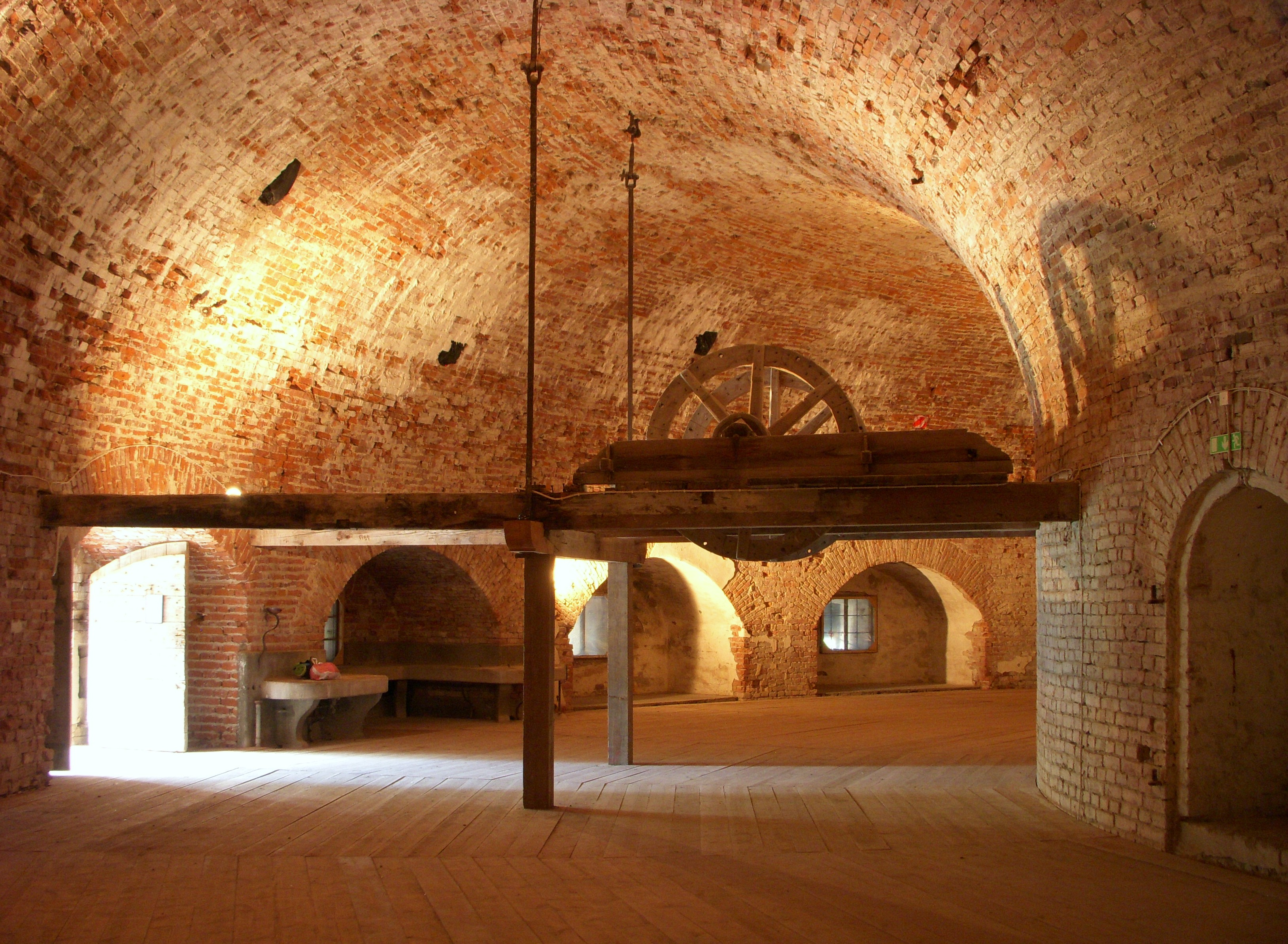
Fredriksborgs fästnings bevarade 1700-talsinteriör.

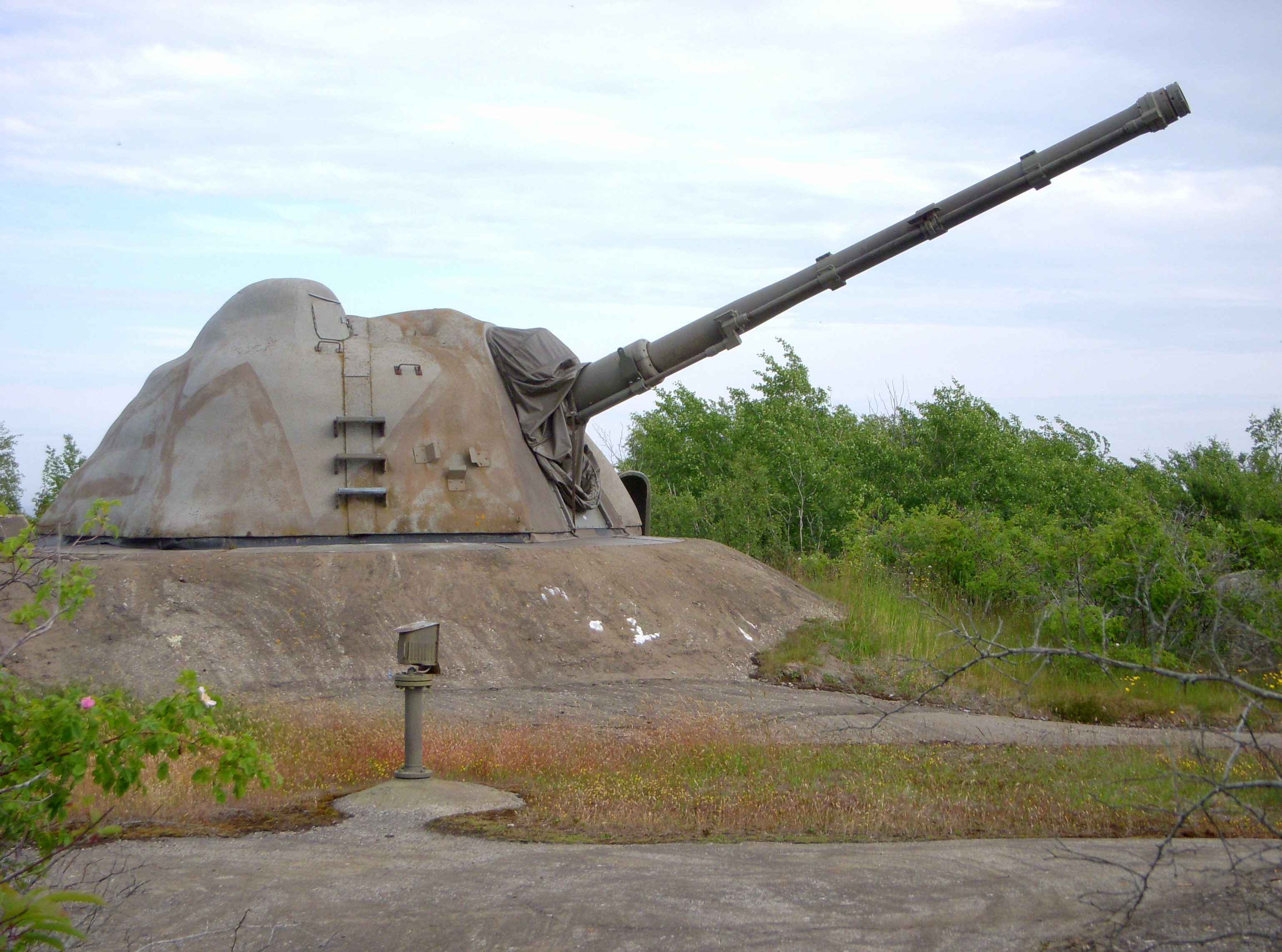
ERSTA-batteriets 12 cm tornautomatpjäs m/70, i bruk till år 2000.

Stockholms fasta försvar var Stockholmsregionens fortifikationsbyggnader uppförda till stadens försvar mot fientliga angrepp från sjö, land och luft. De äldsta anläggningarna går tillbaka till 1200-talet och de sista kom till så sent som på 1970-talet. På 1500-talet började Vaxholms fästning byggas. Under 1600-talets andra hälft var krigsrådet Erik Dahlbergh den store fortifikationarkitekten. I samband med rysshärjningarna längs svenska Östersjökusten moderniserades respektive nybyggdes många skansar. Under hela 1800-talet diskuterades frågan om Stockholms skydd mot angrepp, huvudsakligen från öst. 1808 års befästningsförslag ledde lika litet som 1826 års försvarskommittés förslag till något konkret resultat.
Mot slutet av 1800-talet infann sig även ett nytt försvarspolitiskt tänkande, när centralförsvaret avlöstes  av ett gräns- och kustförsvar. Kring sekelskiftet 1900 började privatpersoner organisera sig i Palmqvistska fonden till Stockholms befästande och Föreningen för Stockholms fasta försvar och donerade pengar för att låta uppföra befästningsverk kring Stockholm, den så kallade Korvlinjen.
Redan före andra världskrigets utbrott uppmärksammades luftvärnets viktiga roll och man förstärkte även försvaret i skärgården. Men bortsett från detta gjordes inledningsvis inte särskilt mycket till huvudstadens försvar. Först 1943 började man oroa sig på allvar och 1944 fanns ett femtiotal luftvärnsställningar runtom och i Stockholm.
Stockholms fasta försvar är även historien om 700 år av krig eller hot om krig och hur man försökte skydda Sveriges huvudstad med ofta mycket begränsade finansiella resurser. Många projekt stannade på pappret eller avbröts i förtid på grund av "saknade medel". I fredstider förföll försvarsverken och i oros- eller krigstider skulle de rustas upp "i hast och allvar".
Idag är många av Stockholms fasta försvarsanläggningar rivna för ett ge plats åt ny bebyggelse men en hel del fästningar, skansar, värn, stridsvagnshinder och pjäsplatser är fortfarande kvar. De finns längs Östersjökusten, i Stockholms skärgård, i Stockholms läns kommuner och inte minst inne i Stockholms stad. De utgör en viktig och konkret del av Stockholms historia. Några är byggnadsminnen, k-märkta eller har fornminneskydd. Stockholms försvarsrester från beredskapsåren är inte skyddade i lag och uppnår fornlämningstatus först år 2044.
Efter 2000 års försvarsbeslut demonterades samtliga ERSTA-batterier längs Östersjökusten utom anläggningen ERSTA-batteriet, Landsort (pjäs nr 3), som skall bevaras och tillgängliggöras för allmänheten och påminner om "det svenska folkets försvarsansträngningar under kalla krigets kärnvapenhot". System ERSTA kan betraktas som slutpunkten för det fasta försvarets era i Sverige.

## Medeltidens befästningar

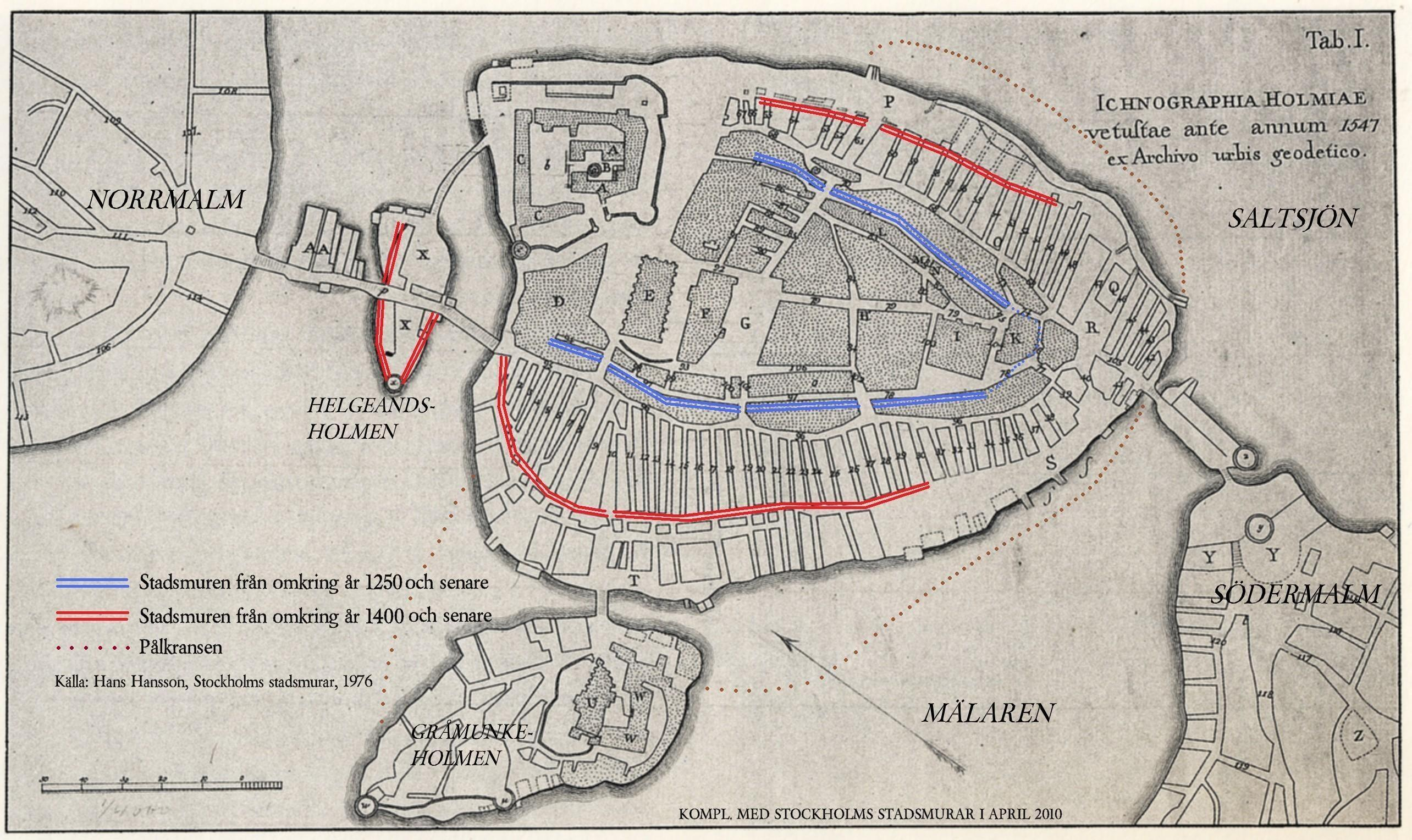
Stockholms båda stadsmurar inritade i en karta över staden på 1500-talets mitt. Blå linje avser den äldre, inre stadsmuren. Röd linje avser den nyare, yttre stadsmuren.

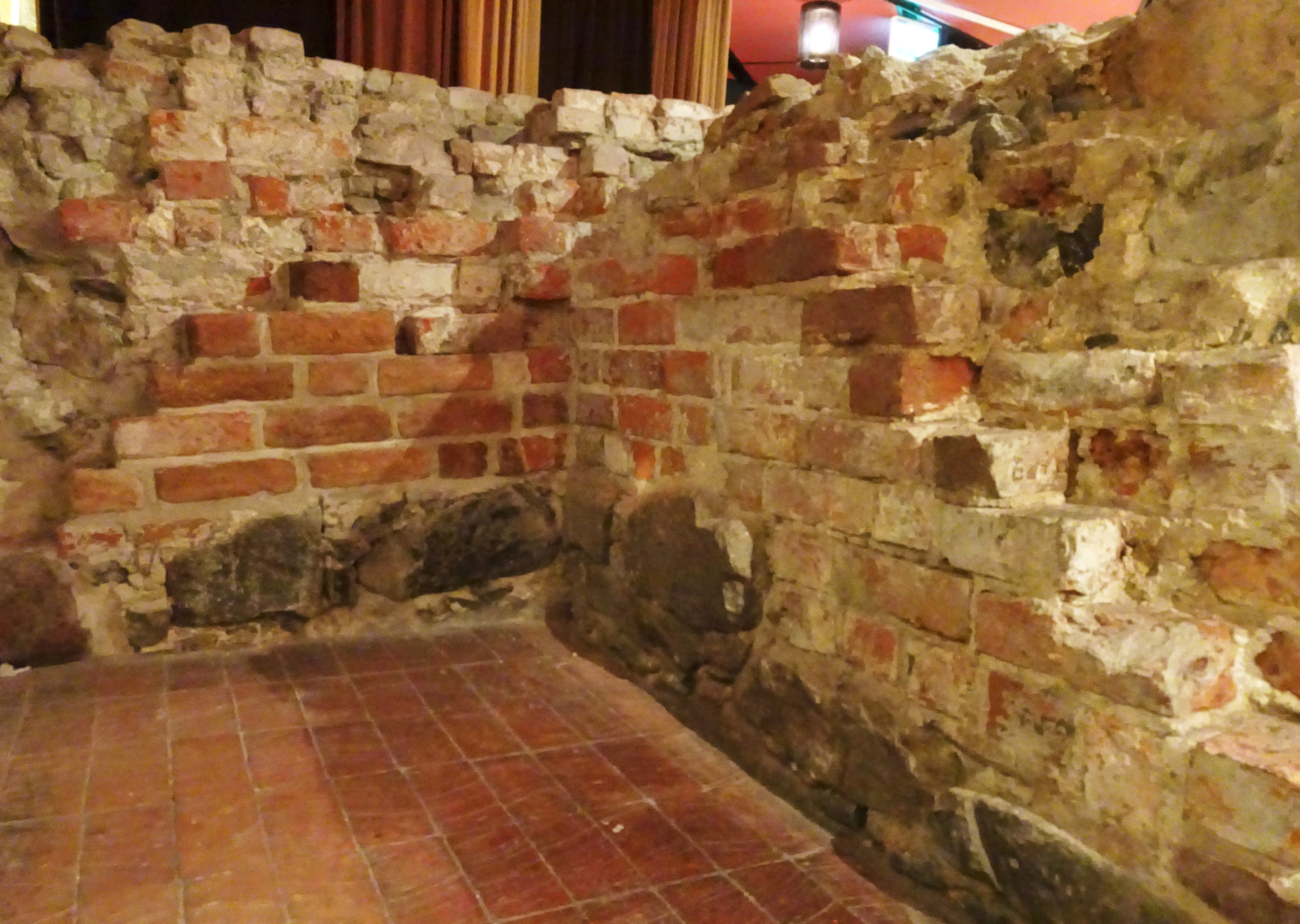
Lejontornets inre norra hörn, 2016.

De äldsta fasta försvarsanläggningar i Stockholm går tillbaka till slutet av 1200-talet och början av 1300-talet då den äldre inre stadsmur runt Stadsholmens inre delar anlades. Den utgick från Slottet Tre kronor och sträckte sig hjärtformad kring Stadsholmen, dåtidens  Stockholm. Även själva slottet var skyddat av en kraftig mur och ett kärntorn. Innan Stockholm grundades (1252) kan det ha funnits en enkel försvarsanläggning, en kastal eller liknande, på Stadsholmens nordöstra del, möjligtvis redan i slutet av 1100-talet.
Befästningsbyggen i Stockholm har präglats av stadens speciella läge mellan Mälaren och Östersjön, som gav platsen en strategisk nyckelposition.  Därför var det viktigt att även stadsmuren växte med staden och på 1400- och 1500-talen anlades en ny yttre stadsmur. En trolig placering för 1400-tals murens västra sträckning var längs Lilla Nygatans östra sida, medan den östra muren gick mitt genom dagens kvarter öster om Österlånggatan. Att det exakta läget är svårbestämbart beror även på att muren flyttades utåt i takt med att staden växte. Av den västra yttre stadsmuren återstår idag en synlig rest i form av Lejontornets fundament som kan beses i Hotel Victorys frukost- och konferensmatsal, Lilla Nygatan 5. Vid sidan om delar av Stockholms norra stadsmur som finns i Medeltidsmuseet är Lejontornets fundament de enda synliga resterna efter Stockholms yttre stadsmur.
I norr och i söder skyddades staden vid Norreport respektive Söderport av med vindbryggor försedda broar. Även på Gråmunkeholmen (nuvarande Riddarholmen) byggdes både murar och torn. Från den tiden finns Birger jarls torn ännu kvar.
Under medeltiden fick “fästningen” Stockholm utstå svåra belägringar och borgarna fick ofta kallas till vapen.. Två händelser har präglad den stockholmska försvars- och krigshistoriken särskild; 1471 när Kristian I slog läger på Brunkeberg och kunde fördrivas av Sten Sture den äldres bondehär samt 1520 då Kristian II kunde inta staden. Stadens fasta försvar hade klarat flera belägringar om än ofta illa åtgången men att danskarna 1520 ändå lyckades inta Stockholm berodde på att staden kapitulerade efter blockad och påtryckningar. Stadens skyddade läge  på en ö gjorde att den var svår att inta. Fientliga anfall mot Norreport eller Söderport misslyckades alltid. Olaus Magnus skrev: "Stockholms stadsportar åsamkade Danmarks konungar större omkostnader nedlagda på misslyckade stormningsförsök än de tio största städerna i deras eget rike."
Under Gustav Vasas regeringstid blev stadens befästningar väl underhållna och han organiserades ett riksförsvar där fienden skulle mötas långt utanför huvudstaden. Han skyddade Stockholms inlopp med ett blockhus (därav namnet Blockhusudden) och lät på 1540-talet anlägga Vaxholms fästning som en spärr mot fientliga flottor. Samtidigt upprustades Gripsholms och Uppsala slott till fästningar. Ännu under Johan III arbetade man med huvudstadens befästningar.

## Stormaktstidens fasta land- och kustförsvar

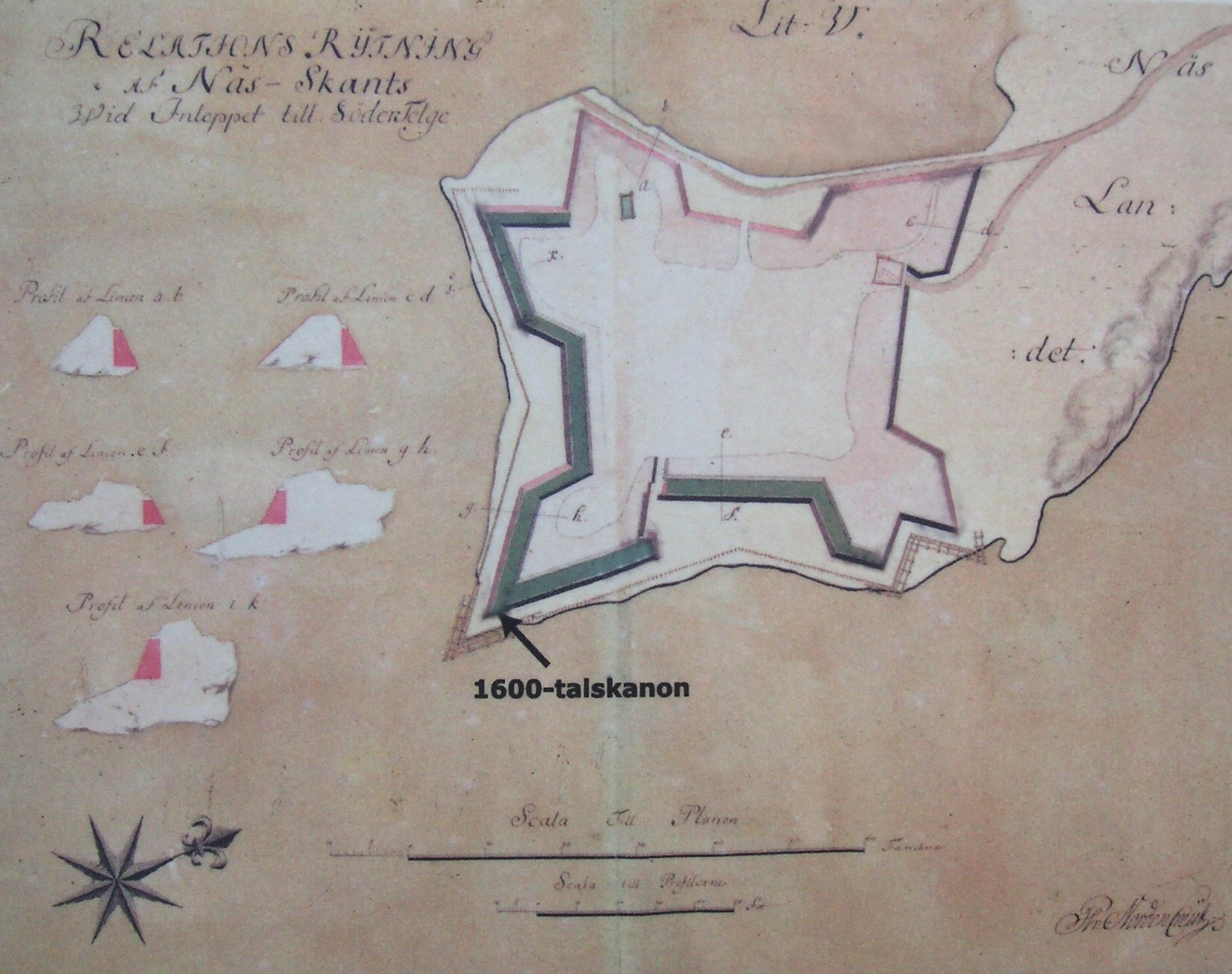
Nässkansen.

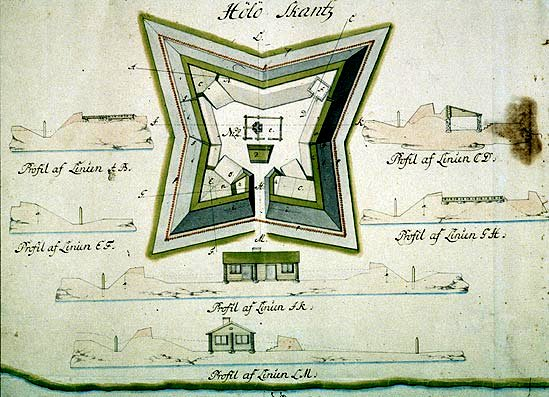
Hölö skans.

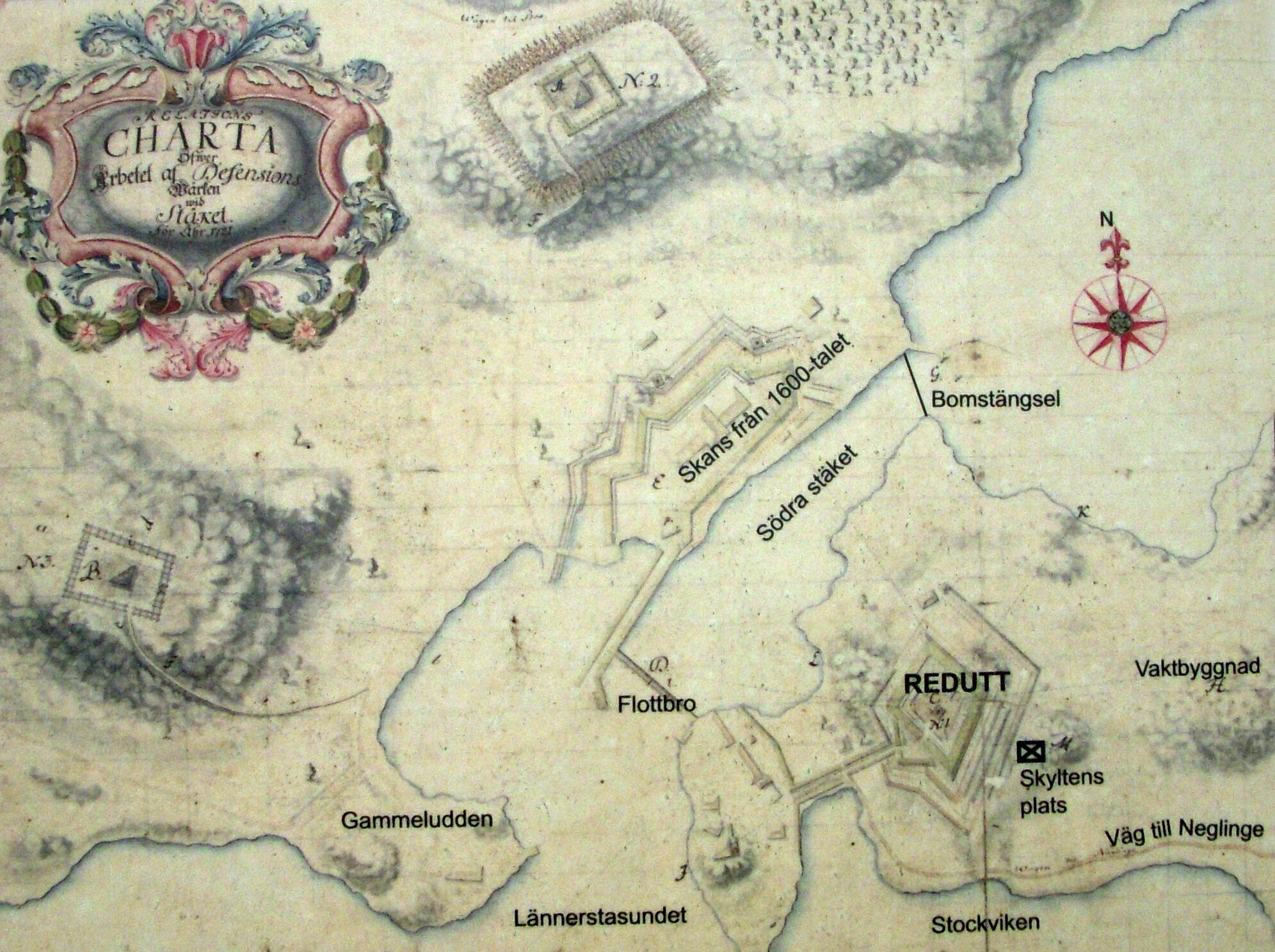
Försvarsverken vid Baggenstäket.

Under Gustav II Adolfs regeringstid påbörjades Stockholms förvandling från medeltida småstad till en modern europeisk storstad. Staden ägnade sig åt handel och sjöfart. Stadsmurarna hade spelat ut sin roll, de hindrade även stadens expansion och revs (se Stadsplanering i Stockholm). Rivningen av Stockholms yngre stadsmur utfördes så grundligt att den i dag inte syns någonstans ovan jord i Gamla stan. Stadens gatunät omgestaltades efter dåtidens moderna rutnätsplan, samtidigt fanns fortfarande angreppshot mot huvudstaden. Den stora fienden var Danmark men även Polens och senare Rysslands förehavanden skapade oro och föranledde byggandet av skansar.
Under 1600-talets andra hälft var krigsrådet och fältmarskalken Erik Dahlbergh den store fortifikationarkitekten. Han var en okonventionell fortifikatör som gärna använde sig av runda torn och kanoner placerade i flera våningar. Till sin sida hade han ofta fortifikationsingenjören Johan Peter Kirstenius som stod för det praktiska byggarbetet med försvarsanläggningarna.
I samband med kriget mot Danmark 1643-1645, det så kallade Torstensonska kriget, beslöts att säkra de östra och södra landpassagerna till och från Södermalm, vedh Gruindhen och Danvijken medh skantz och soldate besettning. Vid Danvikstull fanns en smal landtunga mellan Hammarby sjö och Saltsjön (dagens Danvikskanalen). På berget intill uppfördes 1644 Danviks skans och vid "Grinden" mellan Hammarby sjö och Mälaren (nuvarande Årstaviken) uppfördes 1645 Söder skans. Den sistnämnda bestod av ett hornverk med en framförliggande vallgrav och eskarpmur som skar av själva landtungan mellan Hammarby sjö och Mälaren, samt två bakomliggande flygelredutter. Penningbristen var stor och ledaren för skansbyggena, Johan Peter Kirstenius, arresterades vid ett tillfälle för tre månader därför att han i sin iver att få försvarsverken färdiga hade använt medel, som var avsedda för kavalleriets behov. Danviks skans revs på 1770-talet, på dess plats står idag Fåfängans restaurang och lusthus. De sista resterna av Söder skans försvann när Hammarby sluss anlades i mitten på 1920-talet.
I Stockholms skärgård började man anlägga skansar för Stockholms kustförsvar. Även dessa arbetena leddes av Kirsténius. 1623 fick han ansvar för Hörningsholms skansar. Anledningen var rykten att Sigismund av Polen 1623 drog samman en här vid Danzig för ett anfall mot Sverige (som dock aldrig ägde rum). Hörningsholms skansar skulle bli en viktig del i Stockholms kustförsvar för farlederna genom Skanssundet och Pålsundet till Södertälje under närmare 300 år. 1656 började Kirstenius anlägga Dalarö skans och 1676 försvarsverken vid Baggenstäket. Han hade även varit ingenjör vid förstärkningsarbetena för Vaxholms fästning.
Under många år var Söder skans och Danviks skans de enda större försvarsverk i Stockholms närhet, dessutom fanns befästningsanläggningar vid Fittja bro, Flottsbro och Skuru. 1709 inkom Magnus Palmqvist med förslag till befästningar kring huvudstaden. Det hade bara till följd att Söder skans och Danviks skans upprustades samt att ett försvarsverk vid Hornstull började byggas. Arbete avbröts dock 1713 på grund av brist på medel. 1715 byggdes en bro över Stocksund "till sjökantens så mycket bättre försvarande" och 1717 uppgjordes förslag till befästande vid norra sidan från Ålkistan till Bällsta bro, där sattes arbete igång men avbröts snart igen; igen saknades pengar. 1719 iståndsattes än en gång de befintliga försvarsverken, då hade även skansar vid Baggensstäket och Fällström (sundet mellan Ingarö och Älgö) tillkommit. I samband med rysshärjningarna längs svenska Östersjökusten, där ryssarna ville tvinga den svenska regeringen till fredsförhandlingar kunde ett intrång vid Baggenstäket avvärjas av Baltzar von Dahlheim i augusti 1719 (se Slaget vid Stäket). I fruktan för fortsatta ryska angrepp lät han anlägga Stäket redutt vid södra sidan om Baggenstäket.
För Hörningsholms skansar och Södertälje gick det sämre. 1719 bemannades skansarna av svensk trupp. Men truppens försvarsvilja var inte särskilt stor: hvilka likväl, avmarscherade dagen före fiendens ankomst. Befolkningen på Mörkö flydde sedan de avmarscherande trupperna lär ha sagt: nu slipper ni oss; men snart kommer andra som gör er mer ondt. Södertälje och kustbygderna däromkring brändes och härjades sedan av ryssarna, bland annat förstördes alla skansar och Hörningsholms slott. Men skadan kunde ha blivit ännu större om ryssarna hade fortsatt in i Mälaren där det var fritt fram att bränna och skövla oersättliga slott och herrgårdar samt angripa Stockholm ”bakifrån”. Av citaten framgår att förhållanden mellan ortsbefolkning och trupp vid skansarna var spända. Ofta användes lokala bönder som billig arbetskraft vid bygge och iståndsättning av skansarna. Efter fredsslutet med Ryssland 1721 upphörde befästningsarbetena "för att bönderna ej längre skall betungas".
Stormaktstiden gick till ända och ”brist på medel” blev allt oftare anledningen att stora planer för befästningsanläggningar stannade på pappret. Under fredstider förföll anläggningarna och under oros och krigstider skulle de upprustas i all hast. Sista gången Söder skans och Danviksskans upprustades var 1732, därefter saknades medel för vidare åtgärder.

## Huvudstadens fasta försvar under frihetstiden och Gustav III
Efter det Stora nordiska kriget och freden i Nystad 1721 hade Sverige kommit i ett helt förändrat militär- och försvarspolitiskt läge. Den nya stormakten Ryssland utövade ett ständigt hot mot sin besegrade och utblottade granne i väst. Frågan om Stockholms fasta försvar skulle nu lösas i sammanhang med rikets övriga försvarsproblem. De stora planerna blev dock aldrig helt förverkligade. Återigen var det brist på medel eftersom de båda stora fästningsverken Sveaborg och Landskronas fästning slukade större delen av frihetstiden fortifikationsanslag.
År 1786 föreslog Gustav III att ständerna skulle tillsätta en försvarskommitté med uppgift att undersöka möjligheterna att anlägga befästningar i Stockholmsområdet. Ett omfattande förslag presenterades 1789 av Fredrik Jakob Nordencreutz, vilket dock aldrig genomfördes eftersom ständerna vägrade bevilja något anslag.

## 1800-talets befästningsarbeten på land och vid kust

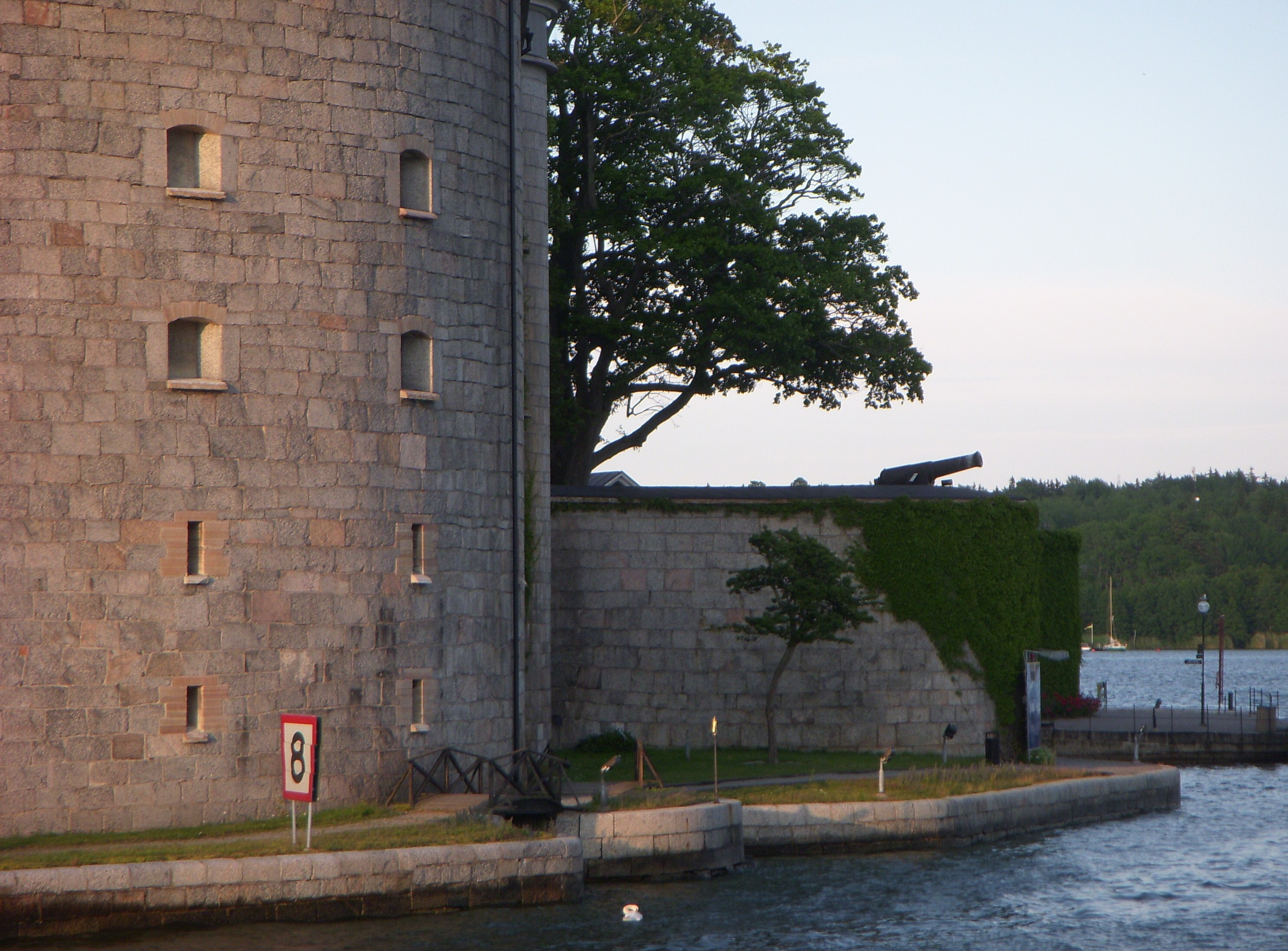
Vaxholms fästning.

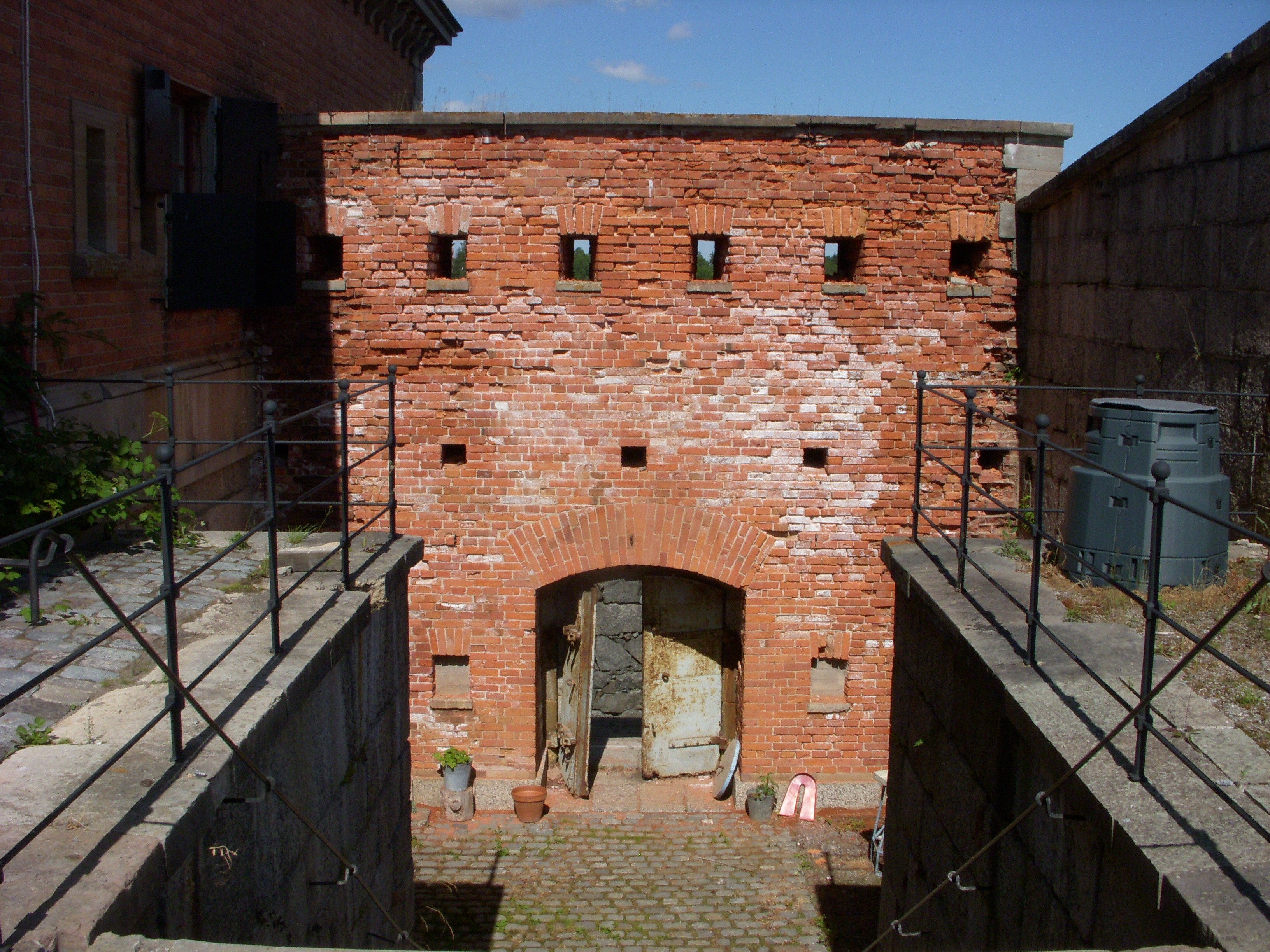
Rindö redutt.

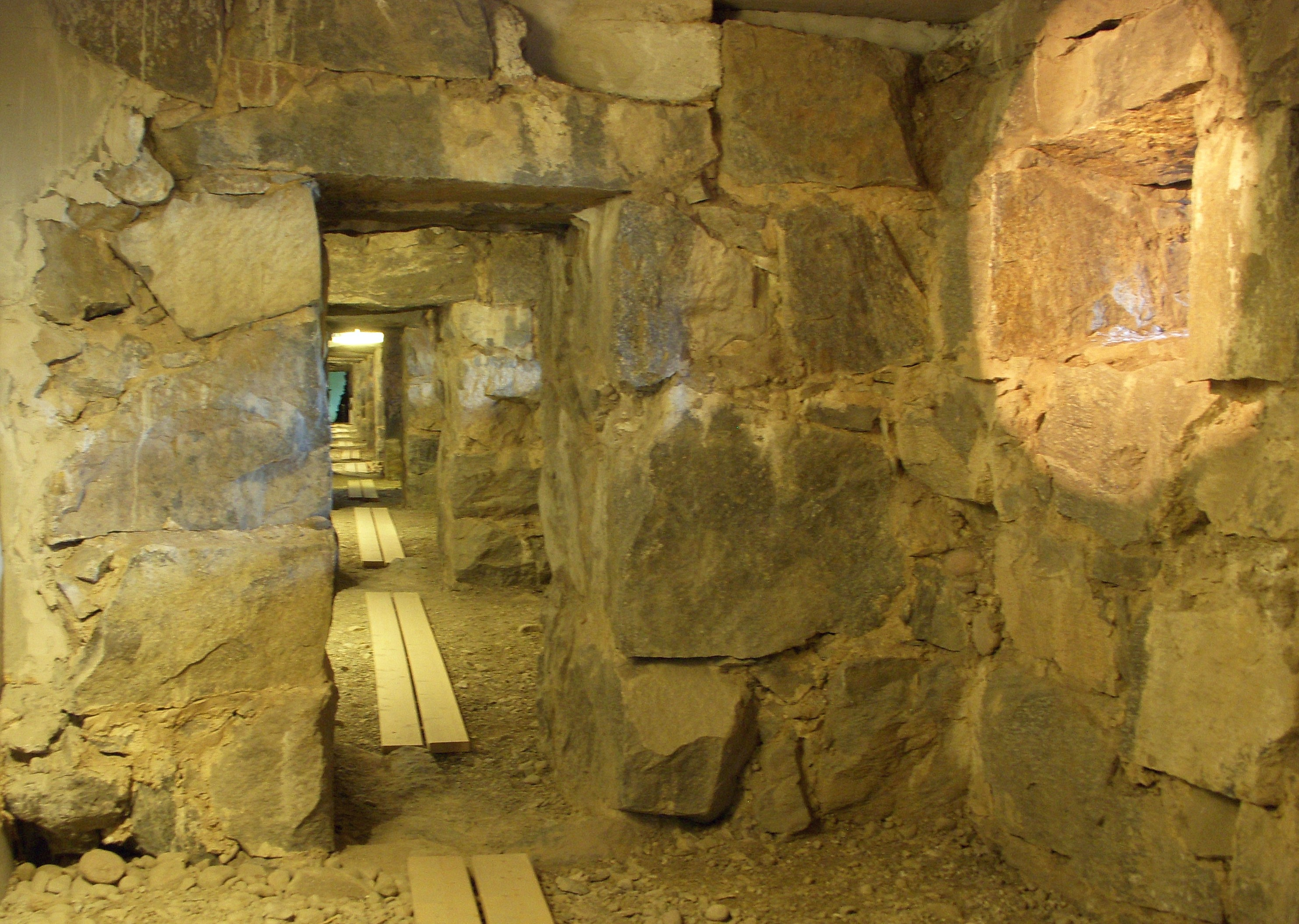
Skyttegång i Johanneshovs skans.

Efter att Finland och Åland gått förlorade efter 1808-1809 års krig fick Stockholm plötsligt ett mycket utsatt läge i rikets östgräns. Återigen var man tvungen till omläggning av försvarsplanerna. Under hela 1800-talet diskuterades frågan om Stockholms skydd mot angrepp, huvudsakligen från öst. 1808 års befästningsförslag ledde lika litet som 1826 års försvarskommittés förslag till något konkret resultat. 1831 påbörjades två befästningsanläggningar i närheten av Karlberg, under ledning av Carl Stål men avbröts redan 1833 i brist på medel. Delar av den ena befästningsanläggningen är fortfarande bevarade och kallas Ryska vallarna.
År 1856 tillsattes en befästningskommitté under kronprins Karl (sedermera Karl XV) med syfte att behandla försvarssituationen för  Stockholm och där staden skulle skyddas mot bombardemang genom en ring av 42 starka befästningsverk. Enligt tidens idéer om ett centralförsvar för Stockholm skulle 17 skansar ingå i den nordliga linjen och 25 i den södra. Den norra linjen (Stockholms norra befästning) var tänkt att sträcka sig från Karlberg i väst via nuvarande Bellevueparken till Värtahamnen i öst, medan den södra linjen (Stockholms södra befästning) skulle gå från Liljeholmen i väst  via Nybohov, Årsta, Johanneshov och Blåsut till Lilla Sickla i öst.
Direkt anledning till befästningsplanerna var den politiska oron i Europa och Krimkriget 1853–1856 där Frankrikes och Englands krigsfartyg seglade in i Östersjön för att bekämpa den ryska flottan. Vid den tiden utfördes förstärknings- och utöknings arbeten på Vaxholms fästning med bland annat Rindö redutt.
Kostnaden för hela projektet med försvarslinjer norr och söder om staden beräknades till sex miljoner riksdaler riksmynt. 1856 års befästningskommitténs förslag stannade dock på papperet med undantag av ett större befästningsverk på platån vid Johanneshov, som påbörjades 1859. Johanneshovs skans blev inte heller fullbordad, redan 1861 avbröts arbetena, försvarskonceptet ansågs vara föråldrat och medel saknades. Men hade skansen färdigbyggts skulle hela anläggningen upptagit en yta av cirka 500x500 meter, vilket motsvarar hela Globenområdet.
Vid den tiden genomfördes flera stora och kostsamma infrastrukturprojekt i Stockholm, bland dem framdragning av Västra och Norra stambanan, bygget av Sammanbindningsbanan och  moderniteter som vattenverk, gasverk och elverk. Det gällde även att omsätta Lindhagenplanen, den stora stadsförnyelseplanen för Stockholm, som genomfördes under 1870- och 1880-talen. Man föredrog att lägga ner de knappa försvarsanslagen på förstärkningar av befästningslinjen i Stockholms skärgård. Bland annat utfördes försänkningar och minspärrar i en del farleder till Stockholm och Södertälje.
Under den andra halvan av 1800-talet hade Vaxholms kastell visat sig vara oförmöget att stå emot de nya spetsiga projektilerna från räfflade kanoner. En ny modern fästning - Oskar-Fredriksborg (uppfördes 1870-1877) - byggdes därför vid Oxdjupet för att försvara inloppet till Stockholm. 1902 bestod Vaxholms fästnings försvarsområde av land- och vattenområden från sunden väster om Resarö till norra Värmdö. Totalt ingick 37 batterier, rörligt artilleri, mineringar, infanteri samt en reserv av rörliga förband med bland annat ingenjörstrupp och ballongavdelning.
Mot slutet av 1800-talet infann sig även ett nytt försvarspolitiskt tänkande. Centralförsvaret avlöstes - främst genom järnvägarnas tillkomst, av ett gräns- och kustförsvar och Stockholm integrerades i den nya försvarspolitiken. Det fanns även privata initiativ att stärka Stockholms fasta försvar. Här kan nämnas Palmqvistska fonden till Stockholms befästande, som grundades av kaptenen vid Smålands grenadjärbataljon friherren Fredrik Georg Stiernklo-Lillienberg-Palmqvist (1801-1861) och överlämnades enligt testamente av den 25 juni 1850 till stadsverket. Tillsammans med Föreningen för Stockholms fasta försvar (FFSFF) insamlade Palmqvistska fonden pengar från välbärgade medborgare för att låta uppföra befästningsverk kring Stockholm, som blev kända under beteckningen Korvlinjen. Anledningen till FFSFF:s grundande var en reaktion mot 1897 års härordning och 1901 års härordning, som visade stora brister beträffande Stockholms försvar. Föreningen bildades 1902 av kammarherre F.W. Edelsvärd och överste J. Bratt.".

## Första världskrigets Korvlinjen och Vaxholmslinjen

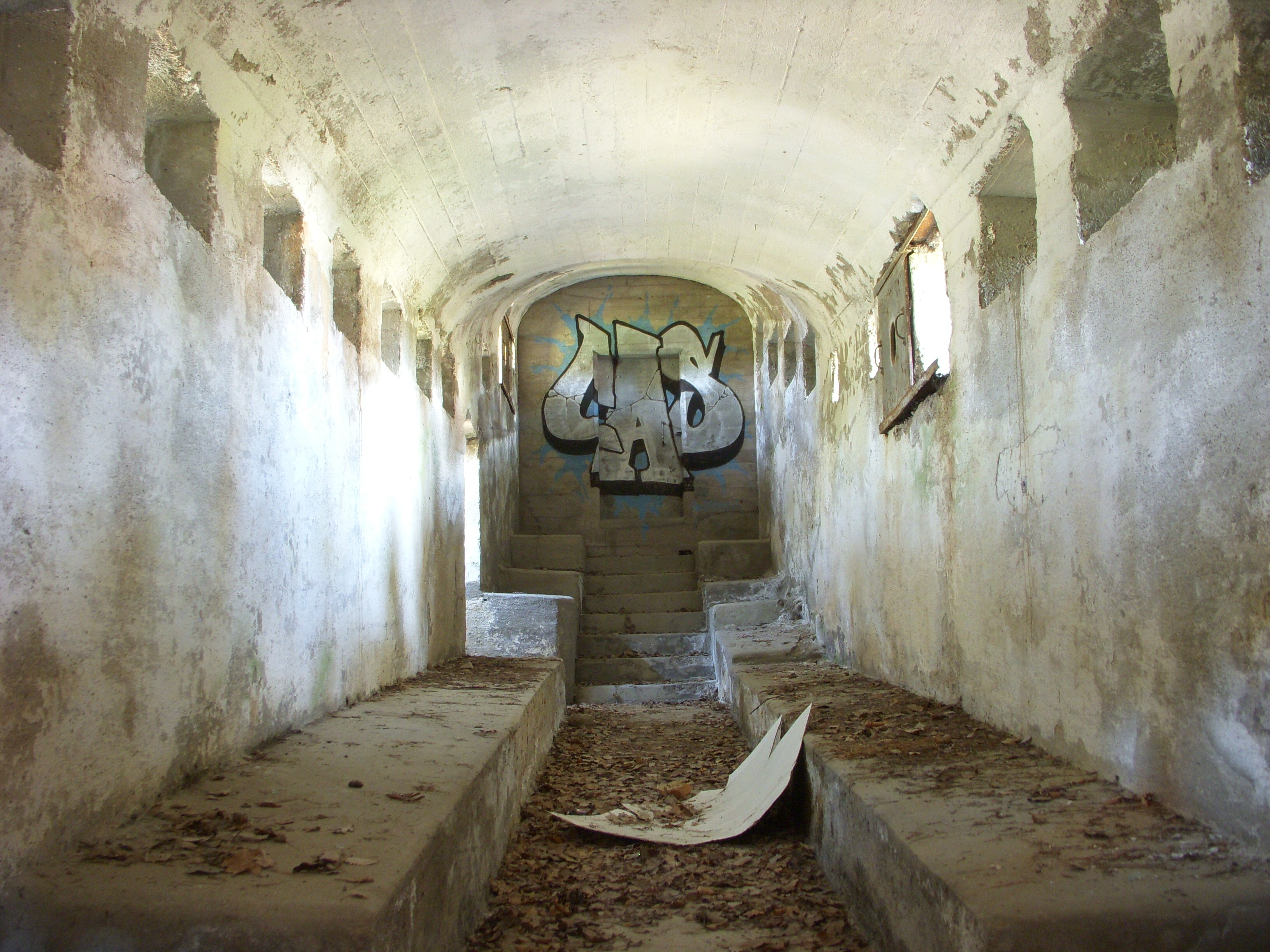
En infanterikorv, här Västra Arningefortet.

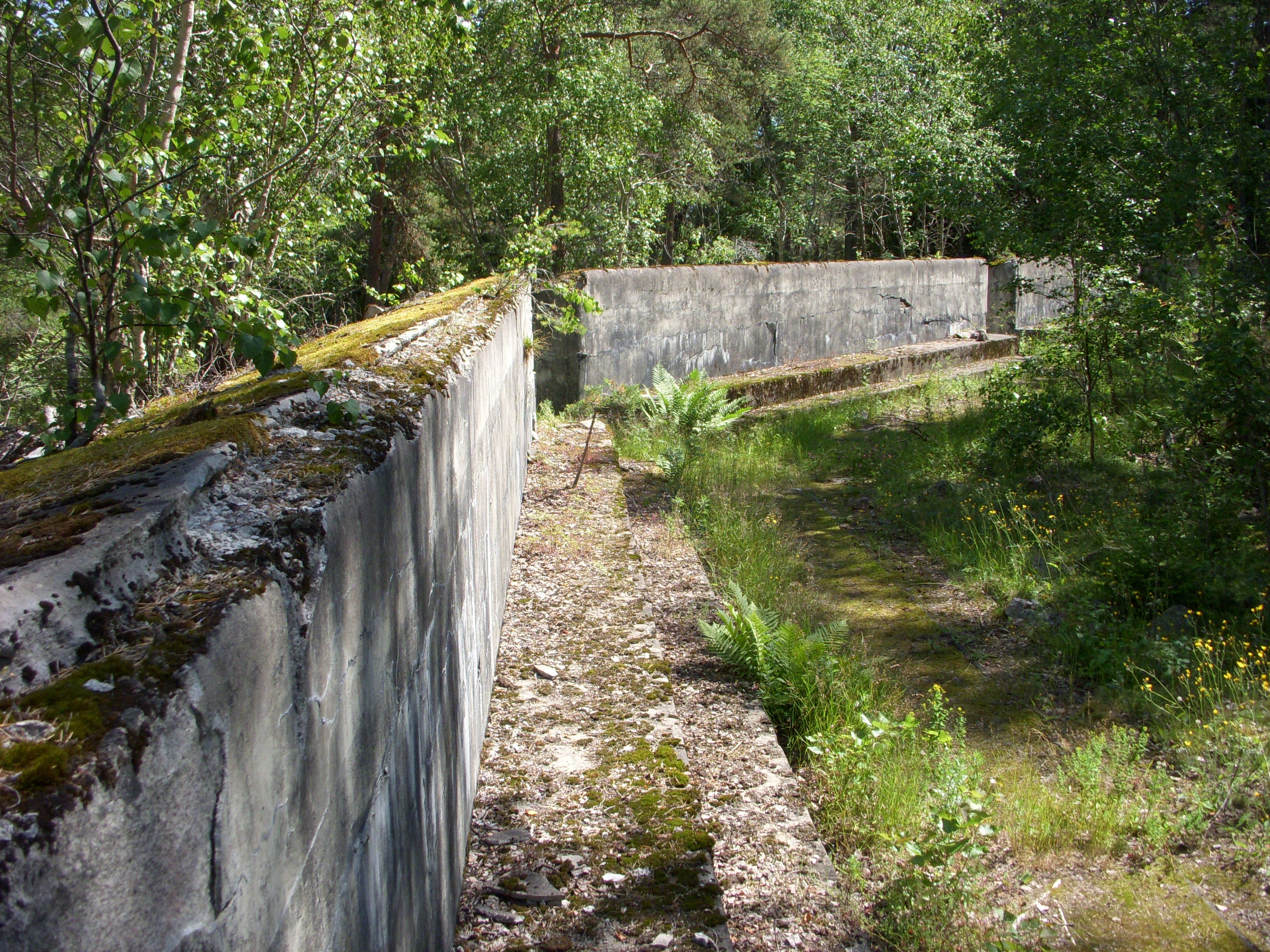
Vaxholmslinjen/Värmdölinjen, 4:e batteri.

Gällande Stockholms periferiförsvar utnyttjades de sjösystem som omger staden och säkrade passagerna mellan dem med ett trettiotal befästningar av varierande storlek, cirka 15–20 kilometer luftlinje från Stockholms centrum.
Försvarslinjen hette officiellt "yttre H-linjen" vilket står för yttre huvudförsvarslinjen, men kallades i folkmun för "Korvlinjen" på grund av sitt korvliknande utseende. De typiska "infanterikorven", officiell beteckning "täckt infanteri- och kulsprutevärn av betong" byggdes huvudsakligen efter samma princip. Huvuddelen låg nedgrävd, medan de halvrunda taken och embrassyrerna (skottgluggarna) reste sig lågt ovanför marken. Taket kunde även gömmas under ett skikt av jord och växter. I skarpt läge var det svårt att skilja en infanterikorv från mjukt rundade bergsformationer i den svenska naturen.
Hela bygget som bestod av Norra Fronten och Södra Fronten och finansierades av privatpersoner som samlades i "Föreningen för Stockholms fasta försvar" och "Palmqvistska fonden till Stockholms befästande". Själva byggarbetena utfördes av militära ingenjörsförband, som stod under civil ledning. Sedan skänktes anläggningarna till militären.
Korvlinjen skulle bemannas huvudsakligen av infanterister från landstormen, det vill säga värnpliktiga äldre än 32 år, beväpnade med vanliga gevär, som mest med cirka 40 000 soldater. Det var innan pansarfordon eller flyganfall var påtänkta och när kulsprutor fortfarande var ovanliga. Försvarslinjen ingick i försvarsorganisationen fram till 1952. Efter 1921-1922 och mellankrigstiden gjordes inga fler utbyggnader av försvarslinjen.
Gällande Stockholms kustförsvar anlades kring Vaxholm den så kallade Vaxholmslinjen, som skulle försvara farlederna till och från Stockholm mellan Värmdö i öst och Resarö i väst. Här fanns de viktiga sunden vid Oxdjupet och Kodjupet och här uppfördes redan 1548 föregångaren till Vaxholms kastell. På 1730-talet stod Fredriksborgs fästning och Oskar-Fredriksborg klara 1877. Vaxholmslinjen var från 1914 huvudförsvarslinje. Efter 1925 övertogs uppgiften av  Vaxholms yttre befästningslinje och Vaxholmslinjen avvecklades. 
Vaxholmslinjen bestod av 23 batteriplatser som sträckte sig från 1:a batteriet i öst (på norra Värmdö) till 16:e batteriet i väst (på den lilla ön Lillskär utanför Kullö). Linjen indelades i tre sektioner där sektion 1 även kallas  Värmdölinjen med batteri 1 till 7. Med uppbyggnaden av Havsbandslinjen (anlades mellan åren 1933 och 1945) hade även Vaxholms yttre befästningslinje spelat ut sin roll.

## Andra världskrigets luftvärnsställningar, draktänder och betongpianon

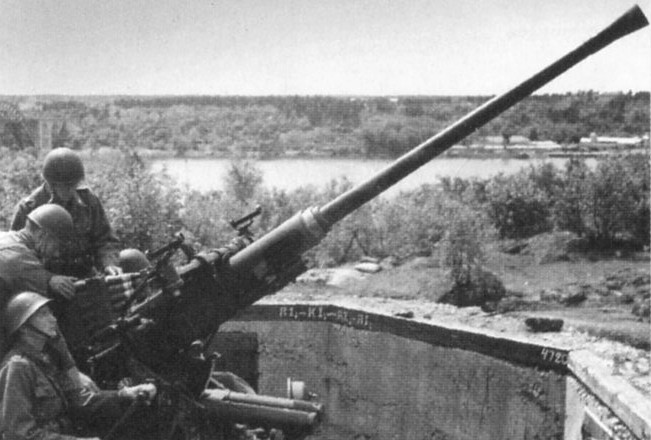
Tantolundens luftvärnsbatteri med en 40 mm luftvärnsautomatkanon.

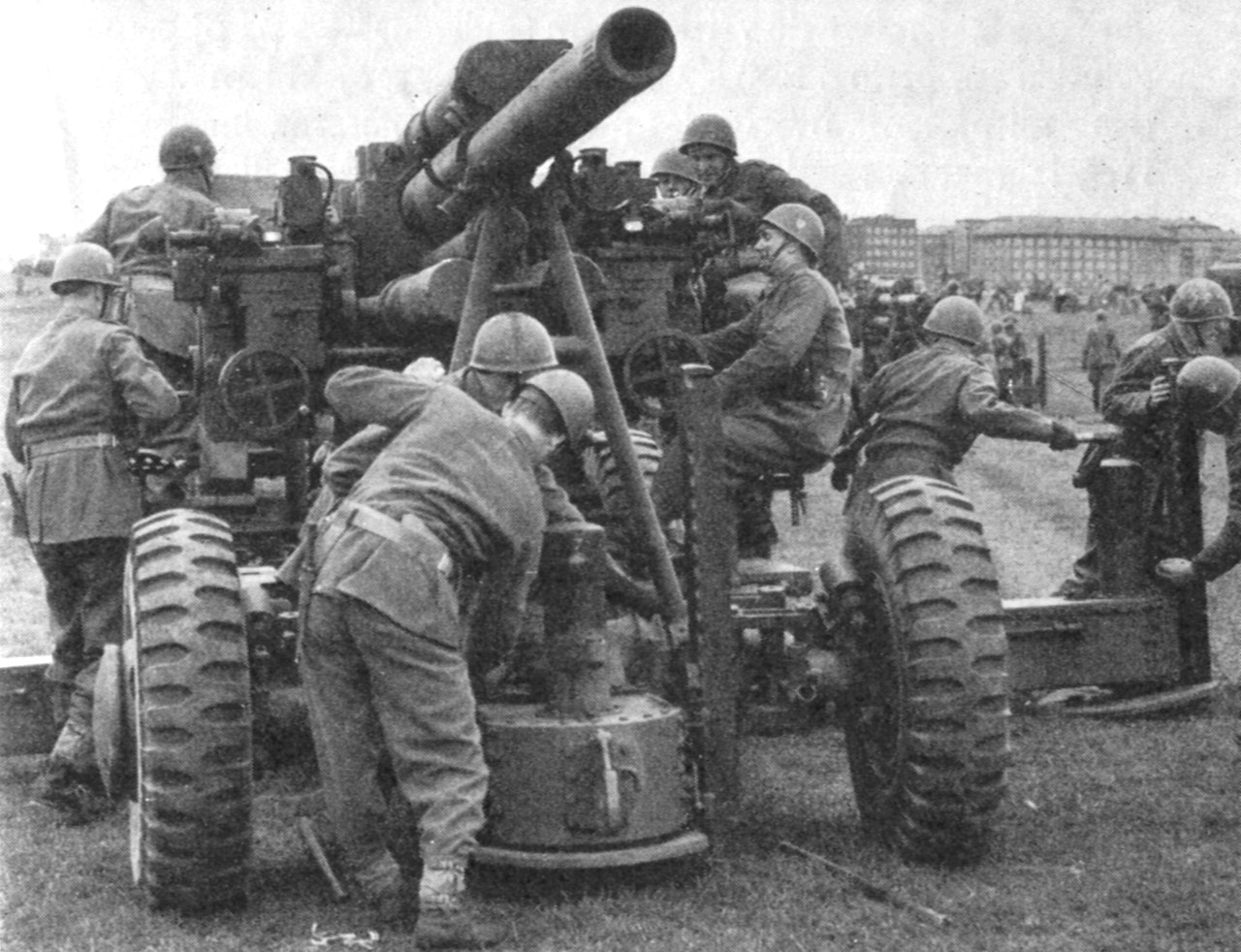
10,5 cm luftvärnskanon m/42 vid en övning på Ladugårdsgärde i Stockholm.

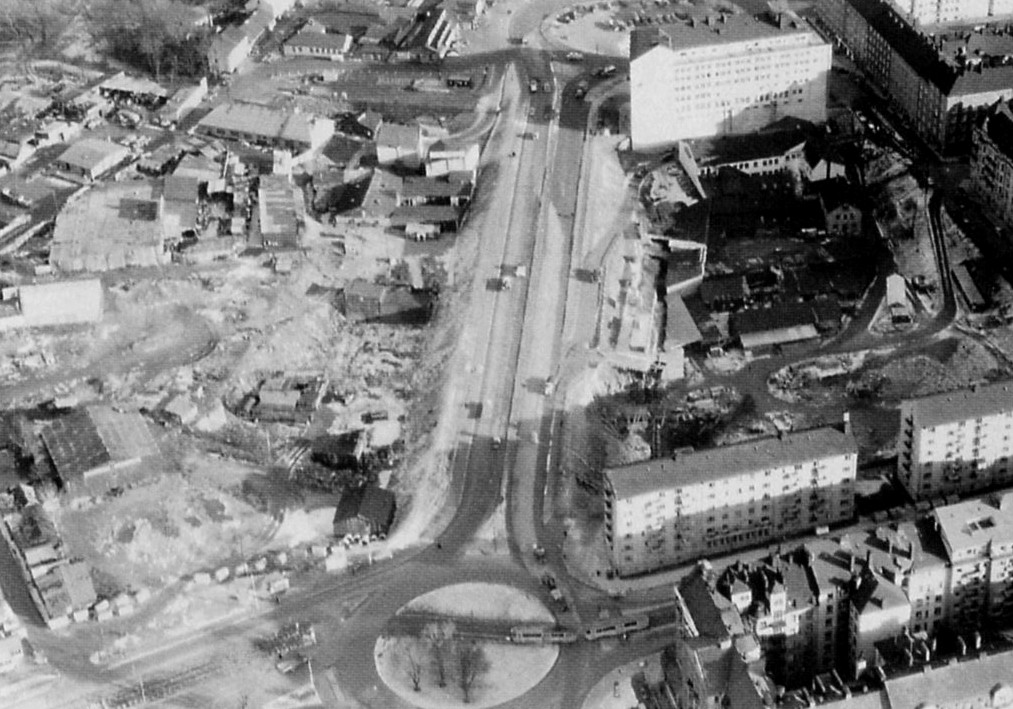
Norrtull några år efter andra världskriget. Längst ner t.v. syns en rad betongpianon.

Inför och under andra världskriget moderniserades korvlinjens fort trots att de var föråldrade. Och man konfronterades med ett nytt militärt hot, nämligen angrepp från luften, som praktiserades redan under senare delen av första världskriget. Därför påbörjades omedelbart efter första världskriget uppsättningen av Stockholms luftförsvar. 1918 konstruerades Stockholms äldsta luftvärnskanon, en 7 cm lvk m/18. Den var en fältkanon med speciella riktmedel och monterad på en lavett, som uppställdes på en betongbäddning.
I början av andra världskriget låg Stockholm lite vid sidan om tänkbara angreppsmål som Skåne, Norrbotten eller västra Sverige. Redan före krigsutbrottet uppmärksammades luftvärnets viktiga roll och man förstärkte även försvaret i skärgården med den så kallade Havsbandslinjen (utbyggnad 1936-1945). Men bortsett från detta gjordes under inledningen av andra världskriget inte särskilt mycket till huvudstadens försvar.
Det kan även tyckas förvånansvärt att Stockholms ljusreklam var tidvis fullt påtänd även under andra världskrigets nätter, medan andra europeiska storstäder släckte och drog ner rullgardinen för att inte underlätta orienteringen i samband med  nattliga bombräder. Det fanns visserligen ett förbud mot ljusreklam och skyltfönsterbelysning vissa tider men det var inte av rädsla för flyganfall utan mera en moralisk pekpinne till svenska folket att hushålla med elkraft. Många var dock kritiska till restriktionen och ville “brassa på för fullt“ för att göra krigstillvaron lite angenämare.
Först 1943 började man oroa sig på allvar. I en finsk-rysk separatfred kom plötsligt Stockholm i blickfånget och ett kuppartat anfall från Tysklands eller från Sovjetunionens sida mot huvudstaden kunde befaras. Nu startade befästningen av Stockholm och hittills enkla vägspärrar ersattes i raskt takt av långa rader stridsvagnshinder i form av draktänder och betongpianon. Norra Djurgårdens stridsvagnsspärr var tillsammans med Bellevueparkens luftvärnsställning en del av den norra inre H-linjen (huvudförsvarslinjen), som gick från Lilla Värtan i öst till Tranebergsbron i väst. På södra sidan om staden fanns en liknande linje som sträckte sig från Tantolundens luftvärnsställning i väst till Finnboda varv i öst. Båda linjer kallades även "Stenstadslinlen".
Innanför Stenstadslinjen upprättades dessutom ett kärnförsvar. På Norrmalm gick försvarslinjen längs Rådmansgatan, på Östermalm längs Engelbrektsgatan och Birger Jarlsgatan ner mot Nybroviken. På Kungsholmen gick linjen längs Polhemsgatan och ner till Riddarfjärden. På Södermalm sträckte sig kärnförsvaret från Torkel Knutssonsgatan i väst via Rosenlundsgatan, längs spårområdet för Södra station, tvärs över Katarina kyrkas kyrkogård till Stadsgården i öst. Stockholms kärnförsvars geografiska utsträckning motsvarade ungefär stadens storlek på 1650-talet.
På Ladugårdsgärdet anlades det så kallade Gärdetförsvaret som låg utanför den ordinarie befästningsplanen. Syftet var att förhindra luftlandsättning. Enligt "Lägeskartan över befästningar å Ladugårdsgärdet vid världskrigets slut" fanns det ett stort antal skyttevärn och pjäsplatser fördelade på tre områden på Gärdet. Själva centralen för Gärdetförsvaret fanns i en utsprängd bunker under Borgen (anläggningen finns kvar men är plomberad). Vid skarpt läge kunde man rulla ut taggtråd och sätta upp pålar för att hindra landning av fientlig trupp och materiel med flygplan eller fallskärm.
Runt Stockholm fanns 1944 ett femtiotal luftvärnsställningar med olika bestyckning och dessutom flera platser utrustade med strålkastare och lyssnarapparater. En del av dessa började anläggas redan innan krigsutbrottet 1939 och kompletterade den inre och yttre H-linjen kring huvudstaden. De kraftfullaste batterierna var bestyckade med 75 mm luftvärnskanoner, de minsta med 8 mm luftvärnskulsprutor. Ofta var uppgiften att skydda infrastrukturobjekt som viktiga tekniska installationer samt broar, farleder, hamnar och flygfält. Under 1943 fattades beslut att Bromma flygplats, Barkarby flygfält och Skarpnäcks flygfält skulle försvaras. Trots att flygfälten var olika stora avdelades lika stora förband att försvara dem.
Stockholms luftvärnsbatterier var inte bemannade dygnet runt från 1939-1945 men vid vissa kritiska perioder var förbanden stridsgrupperade i ställningarna, som i september 1939 (krigsutbrottet av andra världskriget), april 1940 (invasion av Danmark och Norge genom Nazityskland) och sommaren 1941 (Operation Barbarossa, Nazitysklands anfall på Sovjetunionen). I slutet av 1944 skulle Stockholms luftförsvar förstärkas ordentligt med 49 grova pjäser.
Trots att Stockholm 1944 hade ett väl utbyggd luftförsvar kunde ett sovjetiskt bombangrepp mot staden inte förhindras, troligen genom en rysk krigslist (se Bombningarna av Stockholm och Strängnäs 1944). Den 28 februari 1944 kom ett bombförband in strax söder om Dalarö och delade upp sig. Det ena förbandet fortsatte mot Strängnäs medan det andra svängde in mot södra Stockholm. Skanskvarns luftvärnsställning som låg närmast var obemannad och de luftvärn som fanns bemannade missuppfattade en sovjetisk lysbomb som nödsignal och höll inne med eldgivningen. Obehindrad kunde planen flyga vidare, fälla sina bomber i Eriksdalslunden och återvända ut till Östersjön igen. Skadan blev begränsad men den diplomatiska aktiviteten desto större. Händelsen tolkades sedermera av båda sidor som en "felnavigering".
Bara från ett enda luftvärnsbatteri avgavs verkanseld under kriget. Det var Tivolibergets luftvärnsställning som var posterat på Tivoliberget i Bergshamra i Solna. En vinterdag 1942 sköt ställningen ner ett tyskt kurirplan på väg från Oslo mot Finland, som inte höll sig i den uppgjorda flygkorridoren. Planet fick nödlanda på Bromma flygplats och händelsen tystades ner av den svenska regeringen.

## Efterkrigstidens upprustning och skrotning av fasta försvaret

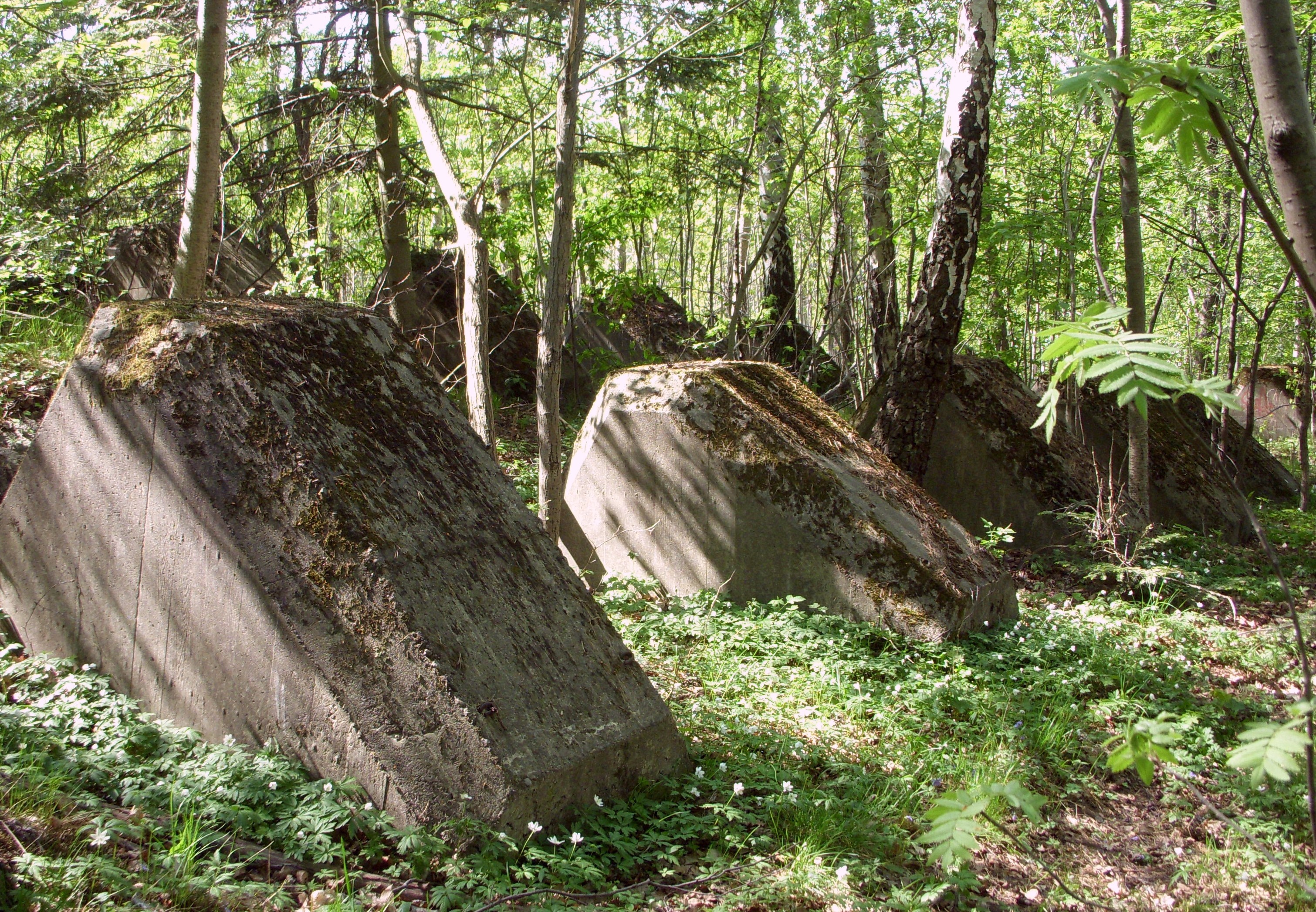
Tredubbla rader med "draktänder" cirka 300 meter söder om Stockholms universitet.

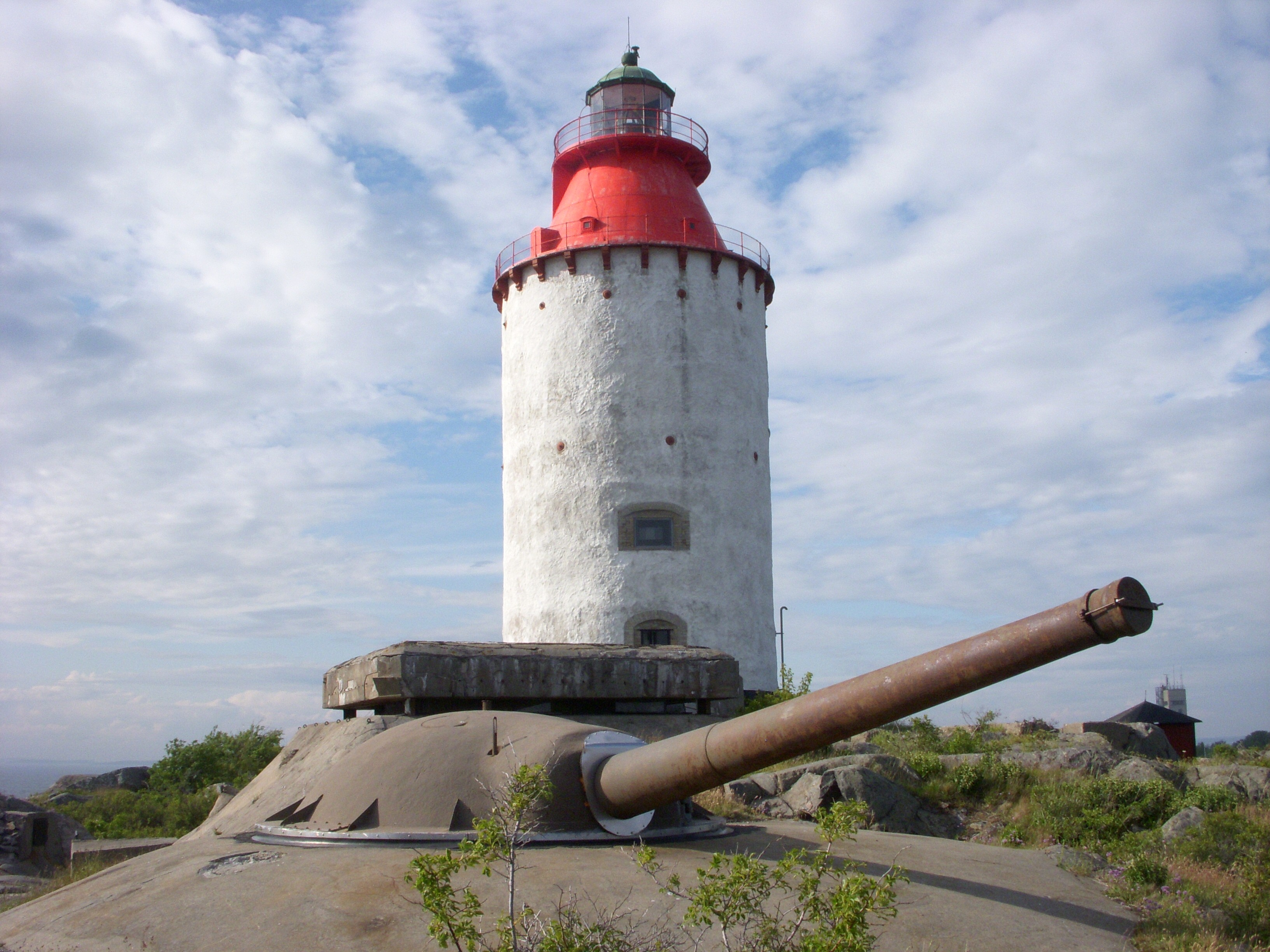
Landsorts fyr med det äldre 15,2 cm batteriet (pjäs nr 2), i bruk från 1938 till 1960-talet.

Stockholms luftvärn avrustades omedelbart efter världskrigets slut. Personalen hemförlovades och all materiel upplades i förråd. Värnen fick stå kvar om de inte var i vägen för Stockholms expansion. Likaså gick det med draktänder och betongpianon, där fortfarande idag (2011) finns stora delar bevarade i skogarna söder om Stockholms universitet och sjön Laduviken. Långt in på 1950-talet stod betongspärrar kvar i Stockholms gatumiljö, som vid Norrtull, Tranebergsbron och Gullmarsplan. I början av 2000-talet fanns fortfarande många betongkonstruktioner kvar som numera är rivna eller plomberade för att undvika att allmänheten skadas.
För att skydda befolkningen mot luftangrepp anlades fram till 1990-talet omkring 14 500 "kärnvapensäkra" skyddsrum av varierande storlek med sammanlagt cirka 1,7 miljoner platser i Stockholms län. I samband med varje bygglovansökan vid nybyggnader eller tillbyggnader krävdes ett så kallat skyddsrumsbesked av byggherren, där kommunen bestämde hur många nya skyddsrumsplatser det skulle behövas. I Stockholms innerstad, där det saknades många skyddsrumsplatser, hade 18 tunnelbanestationer förberetts för att snabbt kunna iordningställas som skydd för civilbefolkningen. Många av stadens större skyddsrum nyttjas i fredstid som parkeringsgarage för bilar, exempelvis Klara skyddsrum och Katarinabergets skyddsrum.
Man började även inse att en örlogsbas mitt i Stockholm var en olämplig placering. I slutet av 1960-talet flyttade därför flottans fartyg och personal till den nya, toppmoderna Musköbasen i Stockholms södra skärgård. Så sent som år 2006 lämnade försvaret många övningsområden i Stockholms skärgård. Exempelvis blev hela Rindö civilt, Huvudskär, Järflotta och en del av det stora övningsområdet kring Muskö kommer inte behövas i framtiden. I norra skärgården slutade försvaret använda bland annat huvuddelen av områdena kring Arholma, Svenska Högarna och en del av Söderarms många holmar och skär. Däremot behåller militären stora områden i södra skärgården och merparten av övningsområdet vid Söderarm.
Den militärtekniska utvecklingen efter andra världskriget och under kalla krigets era ledde till nya hot i form av kärnvapenkrig med radioaktivitet och värmestrålning. Långt in på 1960-talet utgick man i Sverige också ifrån att ett fientligt anfall skulle föregås genom insats av mindre, taktiska kärnvapen. På 1960-talet var det aktuellt för kustartilleriet att ersätta ett flertal äldre tunga artillerisystem. Ersättaren blev System ERSTA (ERsättning Tungt Artilleri). Linjen bestod av sex likadana topphemliga anläggningar som uppfördes från 1973 till 1983 längs Sveriges Östersjökust. De fanns vid Söderarm, Slite, Ystad, Trelleborg, Holmögadd och Landsort och skulle bevara Sverige från ett sovjetiskt angrepp. ERSTA var när det byggdes ett av världens mest avancerade artillerisystem. Efter 2000 års försvarsbeslut demonterades samtliga ERSTA-batterierna utom Landsortsbatteriet (pjäs nr 3), som skall bevaras och tillgängliggöras för allmänheten. Enligt Riksantikvarieämbetet skall det stå som en berättelse om "det svenska folkets försvarsansträngningar under kalla krigets kärnvapenhot" och blir statligt byggnadsminne. System ERSTA kan betraktas som slutpunkten för det fasta försvaret i Sverige och Stockholm.

## Vad som finns kvar (i urval)

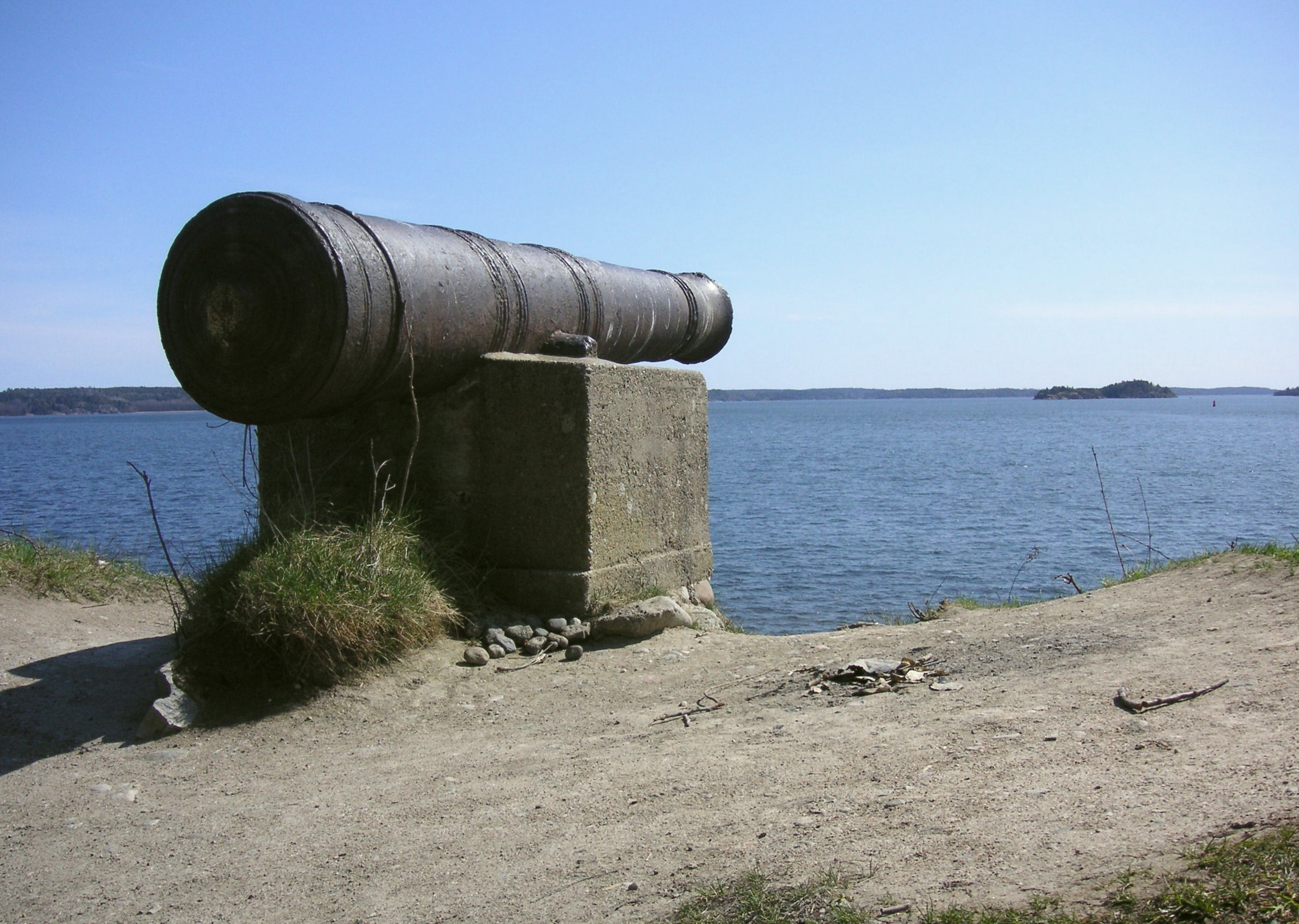
Nässkansen 2010.

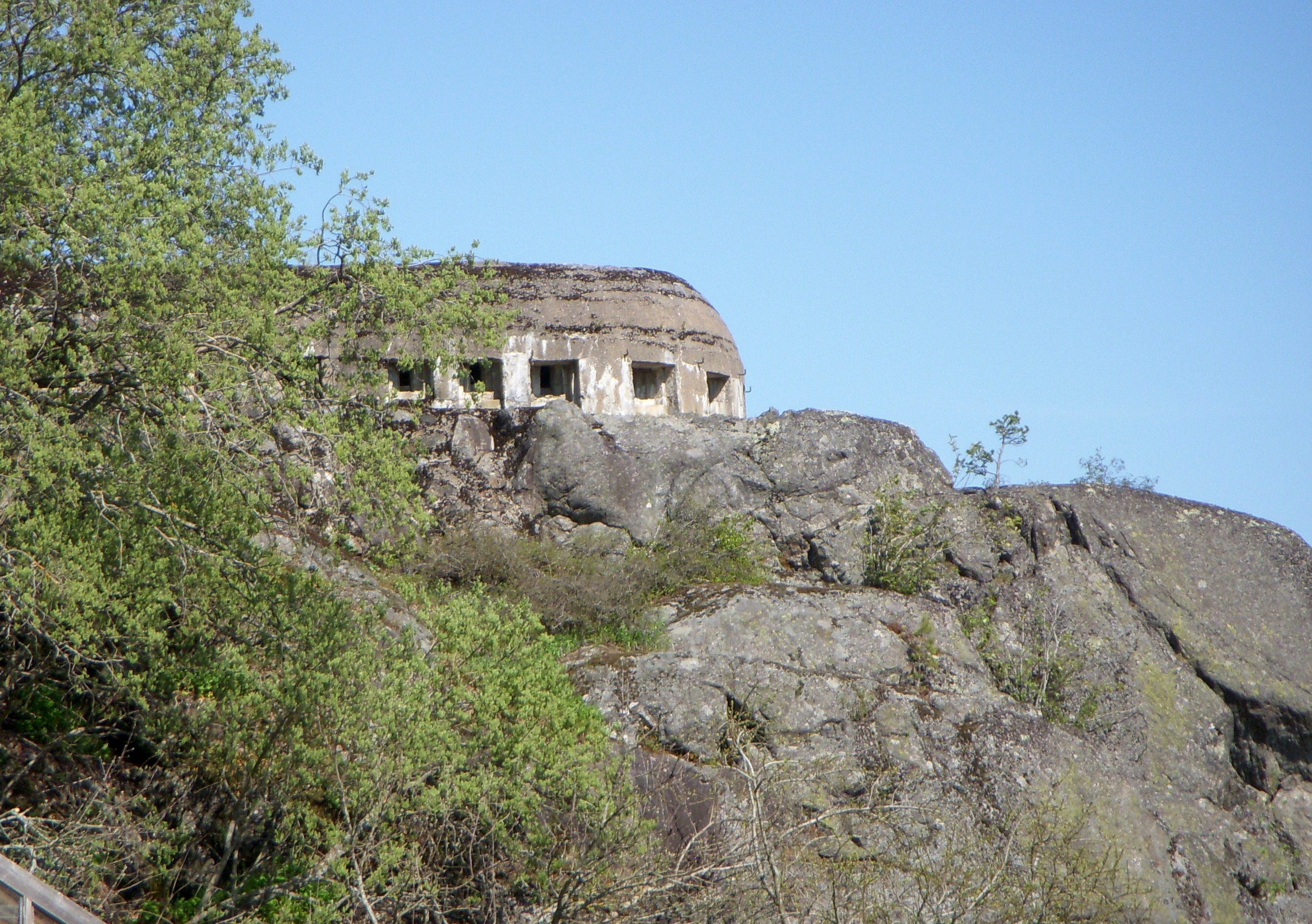
Sundbyfortet "Örnnästet" 2011.

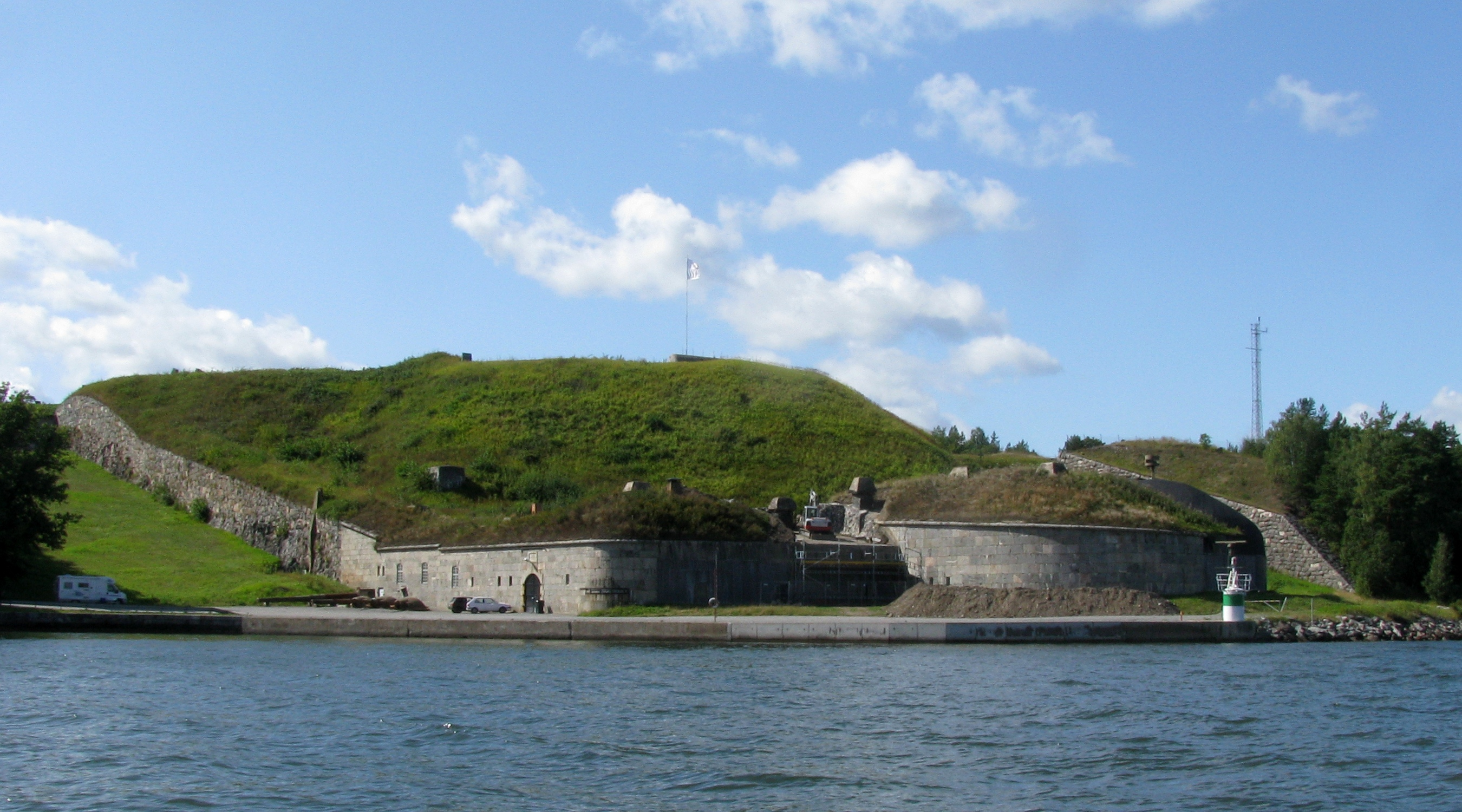
Oskar-Fredriksborg 2009.

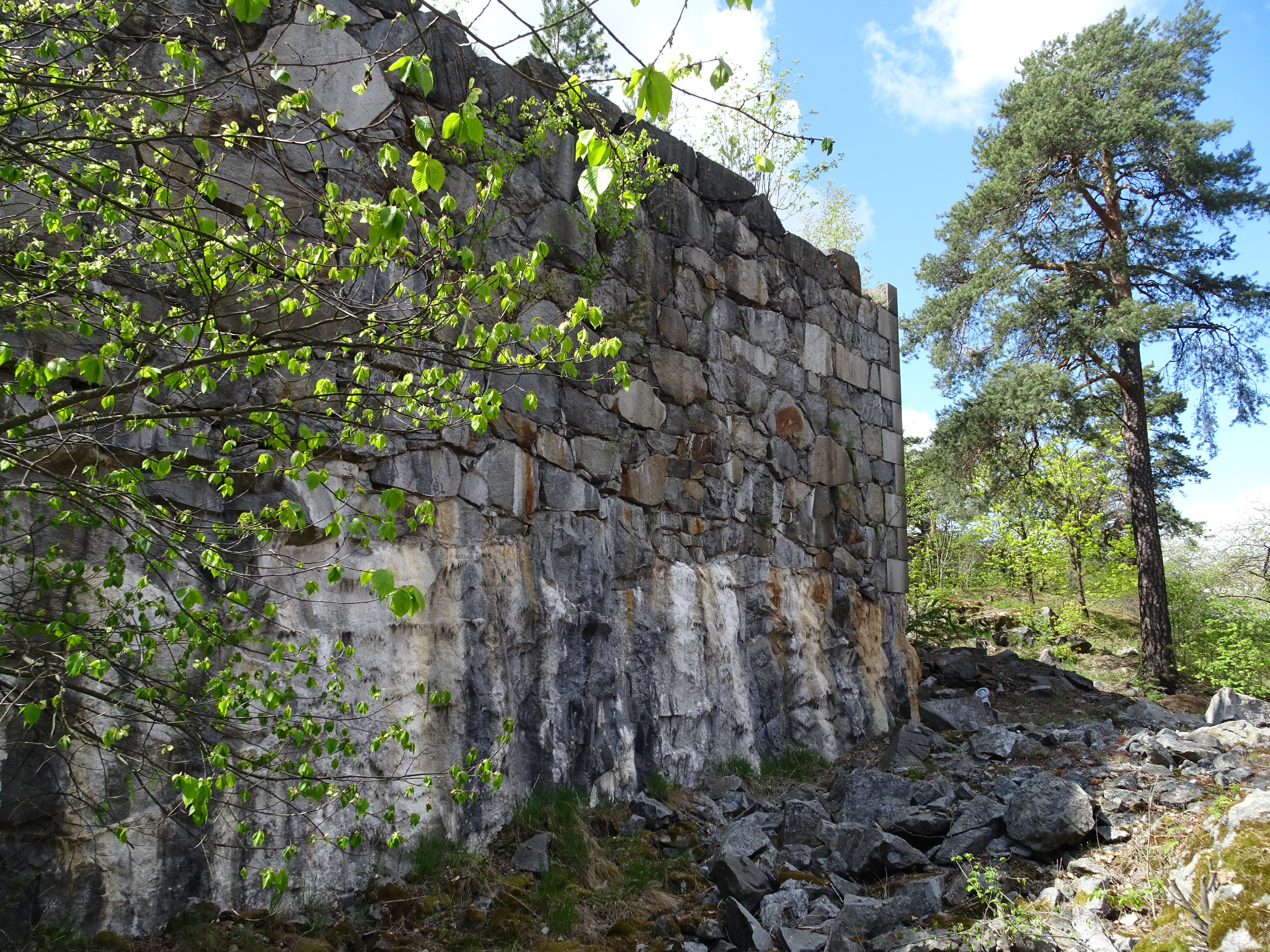
Ryska muren i Solna, 2019.

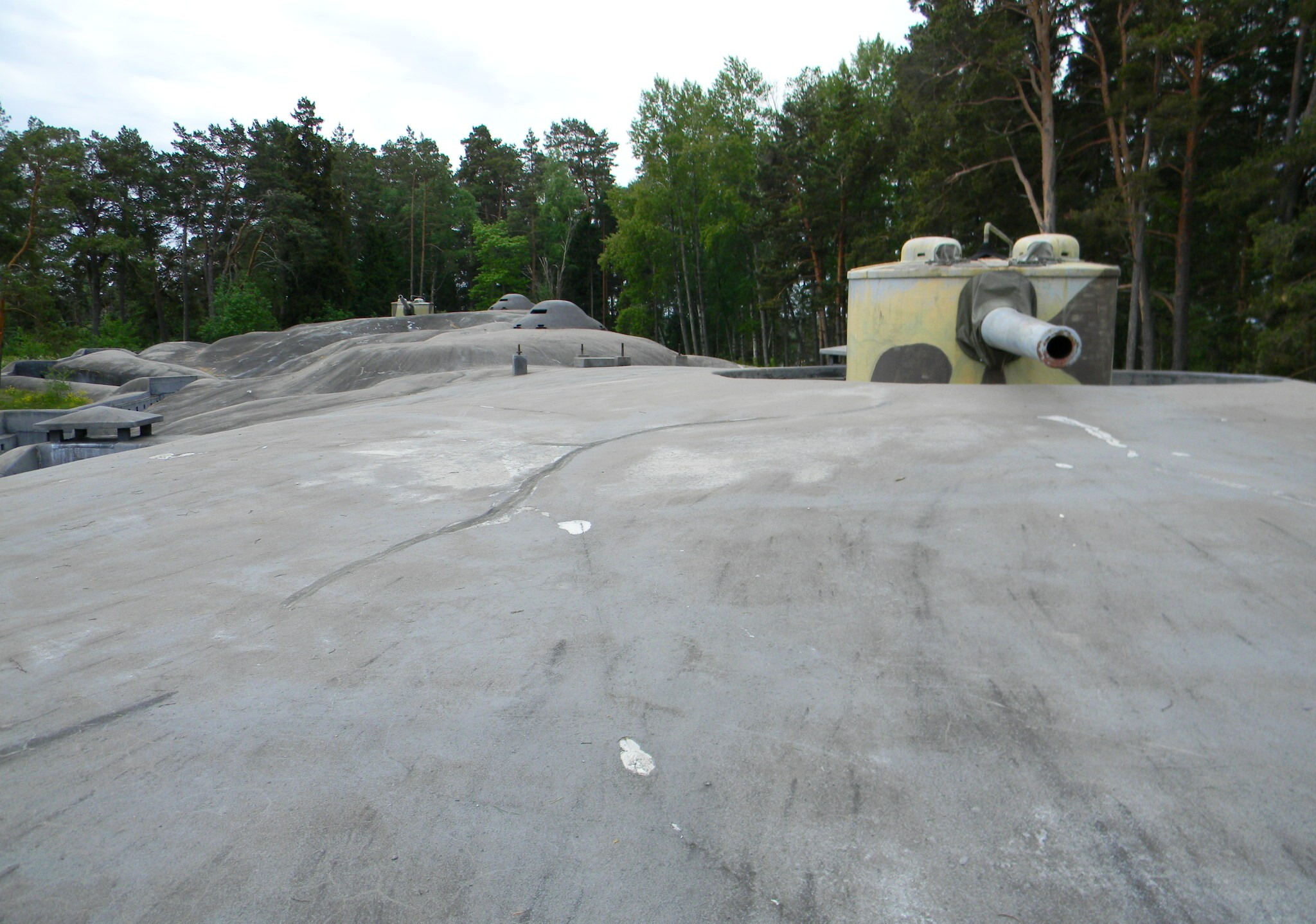
Siaröfortet 2011.

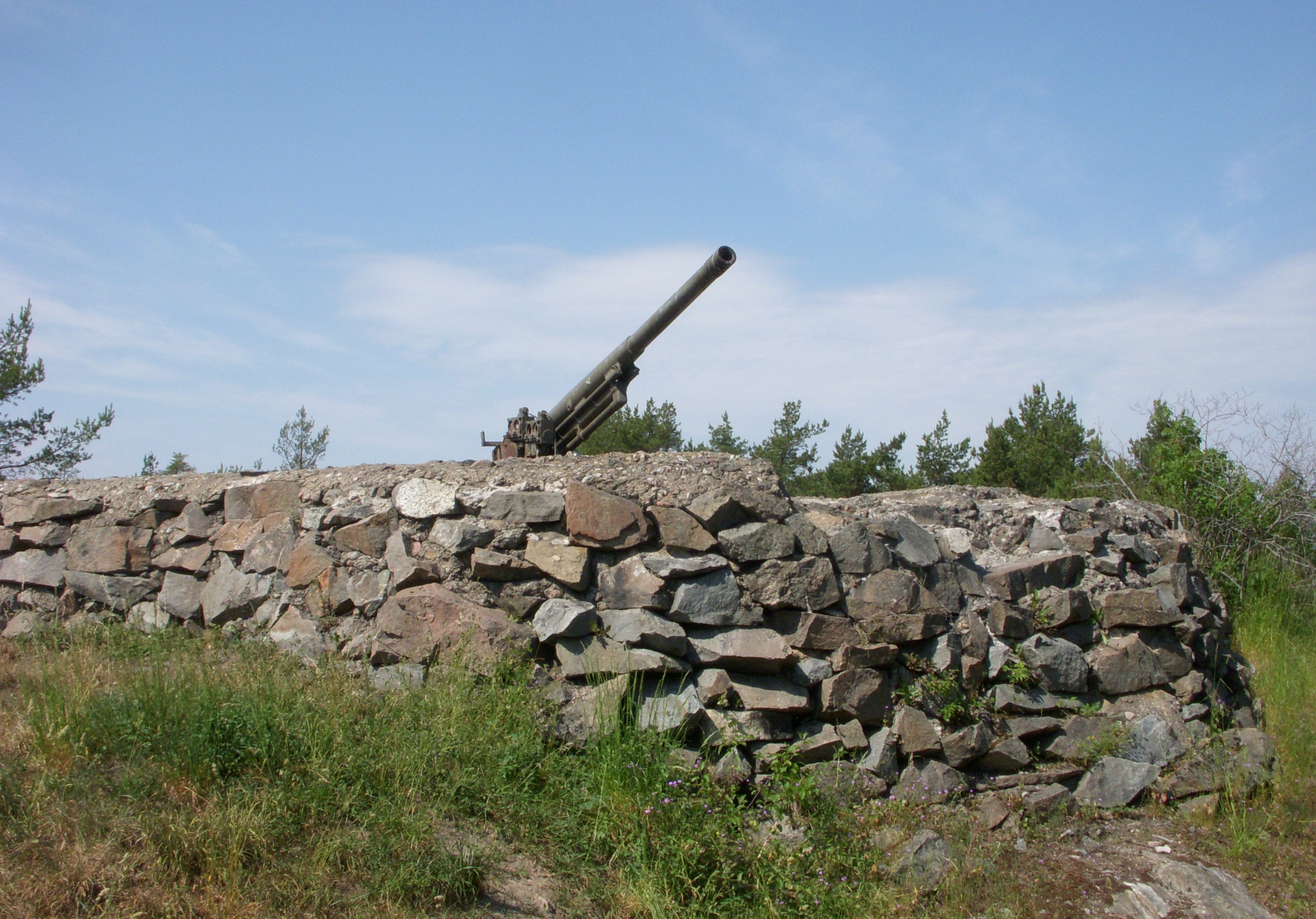
Käppalaställningen 2011.

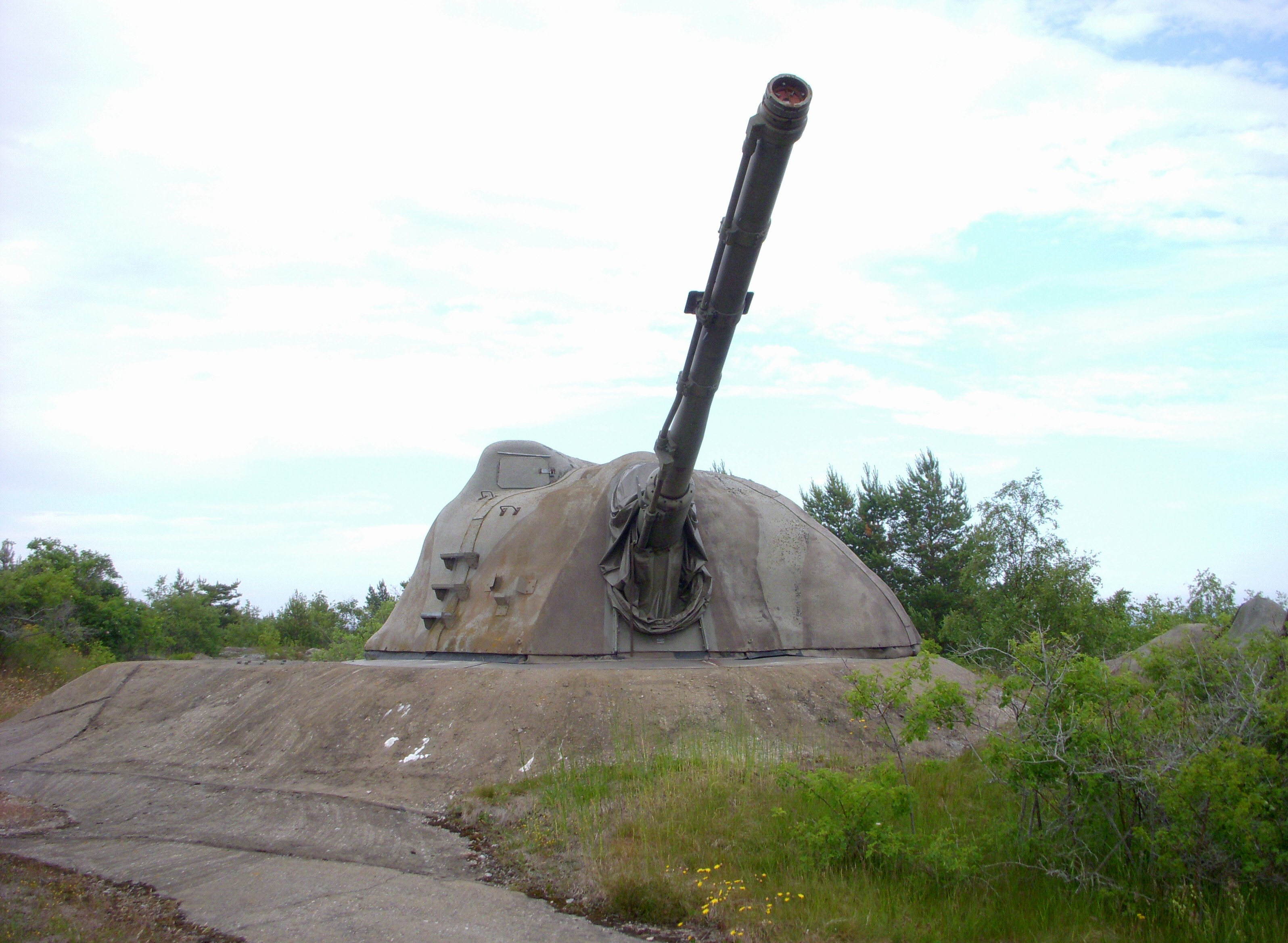
ERSTA-batteriet på Landsort (pjäs 3).

Från Stockholms medeltida befästningar finns en liten rest av norra stadsmuren på Helgeandsholmen, som kan beses i Stockholms medeltidsmuseum. Birger jarls torn, en gång ett försvarstorn i Gustav Vasas befästningsverk från omkring 1530 står ännu kvar på Riddarholmen. Av de många skansar, bastioner och redutter från 1600- 1700- och 1800-talen är en del bevarade om än kraftigt övervuxna. Andra har rivits, odlats bort, klottrats ner eller förstörts genom okunskap. Det gäller även för Stockholms fasta försvarsanläggningar från första och andra världskriget. Några av de stora fästningar i Stockholms skärgård är bevarade och har blivit museum.
Här följer ett urval av kultur- och byggnadshistorisk intressanta bevarade anläggningar, ordnade efter den ungefärliga tillkomsttiden.
- Trindborgen är belägen vid östra sidan av Brandalsund i närheten av Ytterjärna socken i Södertälje kommun. Borgen anlades i början av 1400-talet och utökades fortfarande på 1860-talet. Vid utgrävningarna påträffades några fynd från medeltiden, däribland ett antal delar av armborstar.[49]
- Nässkansen, som en gång i tiden tillsammans med ytterligare tre skansar skulle skydda Södertäljes inlopp är relativt väl bevarad. En ensam 1600-tals järnkanon pekar idag ut mot Östersjön och påminner om krigs- och orostider på 1600- och 1700-talen. Skansen är en ruin, men sköts av Botkyrka kommun som ett fornminne.[50]
- Furuholmsskansen, belägen vid Skanssundet mittemot Nässkansen. Den moderniserades ända fram till första världskriget. Befästningen lades ned 1927 enligt beslut i 1925 års riksdag.[51] Därmed var 300 års försvarsansträngningar kring Skanssundet och Hörningsholm över. Hela området nyttjas idag som långtidscamping för husvagnar och campingbilar. En ensam kanon från första världskriget pekar ut mot sundet och påminner om den forna militärstrategiska betydelsen av området.
- Stäket redutt som ingick i Baggenstäkets fasta försvar finns ännu kvar på Boo gamla kyrkogård intill Skogsö kapell. Skansen anlades som en redutt genom Baltzar von Dahlheim initiativ 1719-1743 och fick sin slutgiltiga utformning till Finska kriget 1808-1809.
- De så kallade Ryska vallarna ligger på Ryssberget inom Campus Solnas sydöstra del. Området har en storlek på omkring 130 x 90 meter och visar befästningsanläggningar från olika tider. En skans är känt åtminstone sedan 1667 då den omnämns som Uthi Såhlna Sochn uthi kyrkehagen wedh prestegården neder wid siönn [ligger] en gammal skantz…. 1831–1833 uppfördes den kraftiga stenmur som i en vinkel omgärdar Ryssberget i nordost. Muren är virka 52 meter lång och är mellan två och åtta meter hög. Hörnet mot norr är utfört av finhuggna granitblock medan resterande mur består av grovhuggen block med flera spår efter borrhål. I muren, som är hopfogad med murbruk finns några skottgluggar.[52]
- Av Johanneshovs skans, 1800-talets största ofullbordade fästningsbygge i Stockholm, återstår norra grundmuren till slutvärnet bestående av en cirka 79 meter lång granitmur med två hörnrondeller och innanför liggande skyttegångar. Resterna finns numera i källarplanet av ett nybyggt kontorshus vid Arenavägen, direkt norr om Söderstadion. Anläggningen är ett fornminne och kan besökas av allmänheten på kontorstid.[20]
- Kastellet på Kastellholmen har en föregångare från 1667 som flög i luften 1845 och ersattes av nuvarande anläggning 1848. Kastellet återfick sin försvarsfunktion under andra världskriget. Man rustade då tornet och batteriplan med snabbskjutande luftvärnskanoner. Idag hälsas besökande örlogsfartyg av fyra salutkanoner från Kastellets utsiktsterrass.
- Vaxholms fästning var redan vid 1800-talets mitt hopplöst föråldrad. 1872 gjordes ett prov där pansarbåten Hildur med sina moderna kanoner sköt igenom en av murarna. Fästningen innehåller idag Vaxholms fästnings museum med utställningar om bland annat Sveriges kustförsvar under 500 år.[53]
- Dalarö skans har aldrig varit i strid och kringgicks av de ryska styrkorna under rysshärjningarna 1719. Svenska marinen lämnade skansen slutgiltigt år 1854. Både Vaxholms fästning och Dalarö skans är byggnadsminnesmärkta och förvaltas av Statens fastighetsverk.[54]
- Befästningen Oskar-Fredriksborg ligger vid Oxdjupets västra sida i Vaxholms kommun och uppfördes 1870-1877. Fästningen ingick i Stockholms fasta försvar fram till slutet av 1930-talet[55] och är byggnadsminne sedan 2002. Sevärd är även Fredriksborgs fästning på Oxdjupets östra sida. Fästningen består av ett brett torn och ett strandbatteri och blev klart 1735.
- Värmdölinjen, även kallad Myttingelinjen eller Batterilinjen var en försvarslinje på Värmdö avsedd att skydda befästningsverket Oskar-Fredriksborg vid Oxdjupet från angrepp från landsidan. Den två kilometer långa linjen med sju batteriplatser anlades mellan 1899 och 1903 och löper mellan Myttingeviken och Vretaviken på Värmdölandet. Värmdölinjen har med Byviksfortet (även kallat 8:e batteriet) sin fortsättning på Rindösidan. Området för Värmdölinjen har utpekats av Värmdö kommun som riksintresse för Försvarsmakten och delvis som riksintresse för kulturmiljön.
- Siaröfortet började byggas under första världskriget och var färdig 1924. När andra världskriget bröt ut 1939, var fortet redan omodernt. Den nya tidens bombflygplan skulle lätt ha kunnat bomba sönder anläggningen. Fortet användes dock för militärövningar fram till 1960-talet då det lämnades och började förfalla. På 1990-talet började man rusta upp fortet för att använda anläggningen som militärmuseum och turistmål.[56]
- Av Korvlinjens alla fort och skyttevärn finns en hel del kvar. Exempelvis Västra Arningefortet (en gång en del av Norra Fronten) är i mycket bra skick. Fortet har hamnat i Arninge industriområde och markägaren har på egen bekostnad renoverat anläggningen.[25] En av de största och mest välbevarade forten längs Södra Fronten är Måndalsfortet i Tyresö, som började byggas 1903 och ingick i försvarsorganisationen fram till 1952. Bland övriga sevärda anläggningar kan nämnas Lännafortet, Margretelundsfortet, Sjötorpsfortet, Karby batteri och Skavlöten kulsprutebunkrar. En imponerande placering högt upp på en klippa har Sundbyfortet (även kallad “Örnnästet”) som ligger vid södra viken av sjön Orlången i Huddinge kommun. Riksantikvarieämbetet anser att Korvlinjen inte är av riksintresse. Ansvaret för ett eventuellt bevarande ligger därmed hos Länsstyrelsen i Stockholms län, som dock inte anser att linjens kvarvarande byggnadsverk skall lagskyddas genom k-märkning.[25]
- Av Norra Djurgårdens stridsvagnsspärr på Norra Djurgården, söder om Laduviken finns fortfarande en stor del av stridsvagnshinder i form av draktänder och så kallade betongpianon bevarade, medan resten har rivits.
- Bland Stockholms bevarade större luftvärnsbatterier kan nämnas Bellevueparkens luftvärnsställning, Skanskvarns luftvärnsställning, Långholmens luftvärnsställning, Tivolibergets luftvärnsställning och Norsborgs luftvärnsställning. Dessutom finns rester av ställningar intill det numera avvecklade Finnboda varv.
- Käppalaställningen på Lidingö är den enda k-märkta försvarsanläggningen i Stockholms närområde. Den består av flera skyttevärn och tre pjäsvärn och började byggas 1939. Ställningen restaurerades och återinvigdes 1994, komplett med en Bofors 80 mm luftvärnskanon m/30. Käppalaställningen står som ett monument över Stockholms luftförsvar och är därmed unik i Sverige.[57]
- ERSTA-batteriet på Landsort står på ön Öja utanför Nynäshamn. Anläggningen skulle skydda Stockholm från ett sovjetiskt angrepp under kalla kriget och var i bruk från 1977 till 2000. Det fanns ytterligare fem liknande ERSTA-batterier längs Östersjökusten. System ERSTA kan betraktas som slutpunkten på de fasta försvarets era i Sverige. Pjäs nr 3 föreslås av Statens fastighetsverk att bevars som byggnadsminne och skall bli museum.